# زیباترین روستاهای فرانسه

آرم

زیباترین روستاهای فرانسه (به فرانسوی: Les Plus Beaux Villages de France) یک انجمن مستقل ایجاد شده در سال ۱۹۸۲ است که با هدف تشویق روستاهای کوچک و زیبا برای بهبود جاذبه‌های گردشگری تشکیل شده‌است. تا سال ۲۰۱۵ تعداد ۱۵۵ روستا این برچسب را داشته و جز این طرح شده‌اند.
عضویت در این انجمن نتیجه یک مسابقه یا یک نیاز اجباری نیست. روستاهای زیادی وجود دارند که می‌توانند برای عضویت اقدام کنند ولی تا به حال این کار را انجام نداده‌اند. برای عضویت کمون باید فرم درخواست داده شده را مشروط بر مشاهده برخی از معیارهای پذیرش تأیید کند. هنگامی که درخواست یک روستا پذیرفته شد، روستا می‌تواند خود را مثلاً با نمایش نشانه‌های جاده‌ای در ورودی به عنوان بخشی از «زیباترین روستاهای فرانسه» معرفی کند. عضویت در این انجمن رایگان نیست و هر روستا باید هزینه سالانه‌ای را به انجمن پرداخت کند. اگر یک روستا به قوانین تعریف شده توسط انجمن احترام نگذارد ممکن است حذف شود. برخی از روستاها نیز خودشان پس از چند سال تصمیم به ترک این گروه می‌گیرند.
به مرور زمان این برچسب اعتبار و محبوبیت زیادی بدست آورد. انجمن می‌خواهد تعداد روستاهای منتخب را زیر ۲۰۰۰ نگه دارد. روستاهایی که موفق به گرفتن این برچسب می‌شوند می‌توانند انتظار افزایش ۱۰ تا ۵۰ درصدی بازدیدکنندگان سالانه را داشته باشند.
بسیاری از روستاهای منتخب روستاهای واقع در جنوب فرانسه به خصوص در دوردوین و آویرون می‌باشند دو دپارتمان که هر کدام شامل ۱۰ روستا می‌باشند. بعد از آن وکلوز با ۷ و لو با ۶ روستا قرار دارند.
پس از اجرای موفقیت‌آمیز این طرح، انجمن‌های مشابه در والونی، کبک، ایتالیا (I Borghi Piu Belli d'italia) و اسپانیا (Los pueblos más bonitos de España) بنیان‌گذاری شد.

## تاریخچه

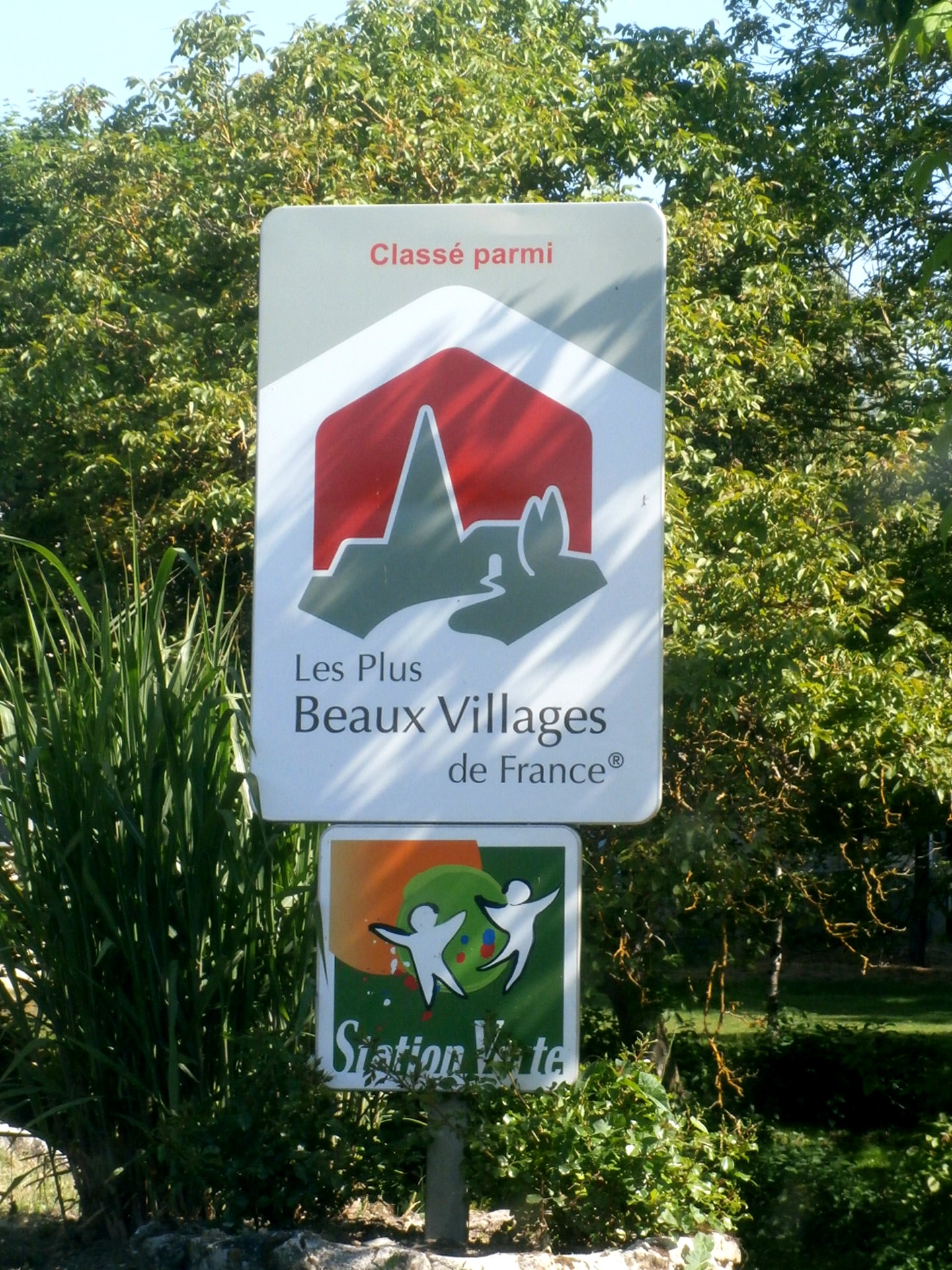
علامت جاده در مونترسو

ایده تشکیل انجمنی برای جمع‌آوری زیباترین روستاهای فرانسه در سال ۱۹۸۲ در کولونژ-لا-روژ متولد شد. رئیس این روستا بعد از دیدن کتاب ریدرز دایجست تحت عنوان زیباترین روستاهای فرانسه و نشان دادن تصاویر از کلونگز به این فکر افتاد. او در فکر یک انجمن برای جمع‌آوری روستاهای زیبا افتاد به‌طوری‌که آن‌ها بهتر بتوانند فعالیت گردشگری انجام دهند و از شهرت بیشتری بهره‌مند شوند. او نامه‌ای به مسئولان دیگر روستاهای مشخص شده در کتاب نوشت و از ۶۶ روستا پاسخ مثبت دریافت کرد. این انجمن به‌طور رسمی در ۶ مارس ۱۹۸۲ در سلرز کانتال ایجاد شد.
شهردار کلونگز چارلز سیراک تا سال ۱۹۹۶ به عنوان رئیس انجمن بود. بعد از او موریس چابرت شهردار گورد وکلوز جانشین او شد و تاکنون در سمت ریاست انجمن باقی مانده‌است. کلونگز-لا-روژ هنوز هم مقر این انجمن می‌باشد.
انجمن و برچسب آن یک موفقیت بزرگ را تجربه کرده‌اند. بسیاری از برچسب‌های دیگر با معیارهای متفاوت در فرانسه وجود دارد اما زیباترین روستاهای فرانسه معتبرترین و محبوب‌ترین آن‌ها باقی مانده‌است. از سال ۲۰۰۰ تاکنون رئیس انجمن یک کرسی در شورای ملی گردشگری دارد.

## اصول
انجمن برای کمک به روستاها در جهت افزایش ظرفیتهای گردشگری بنیان‌گذاری شده‌است. به‌طور خاص این انجمن بر روی روستاهایی تمرکز دارد که بر اساس استراتژی‌های گردشگری ملی و منطقه‌ای کمتر مورد توجه قرار گرفته‌اند. این انجمن برای بهبود زندگی در روستا بر بازگرداندن فعالیت‌های اقتصادی به روستاها تأکید دارد. بیشتر روستاهای انتخاب شده در مناطقی هستند که تا حد زیادی از نبود پروازهای روستایی رنج می‌برند. زمانی‌که بسیاری از خانه‌های روستا خرابه یا توسط خارجی‌ها یا فرانسوی‌های مقیم شهرهای دیگر به عنوان خانه‌های تعطیلات تبدیل شود در نگاه واقع گرایانه روستا مرده دیده می‌شود. انجمن اقدام به ترویج موزه‌های طبیعی یا موزه-روستاها نمی‌کند.
یکی از اصول اصلی انجمن حفاظت از میراث تاریخی و فرهنگی است. روستاهای انتخاب شده باید یک استراتژی واقعی برای حفظ و ترویج میراث خود داشته باشند. انجمن، گردشگری سازگار با محیط زیست را تشویق می‌کند مثلاً تشویق خیاطی محلی به جای تشویق کسب درآمد از گردشگر عبوری.

## معیارهای پذیرش

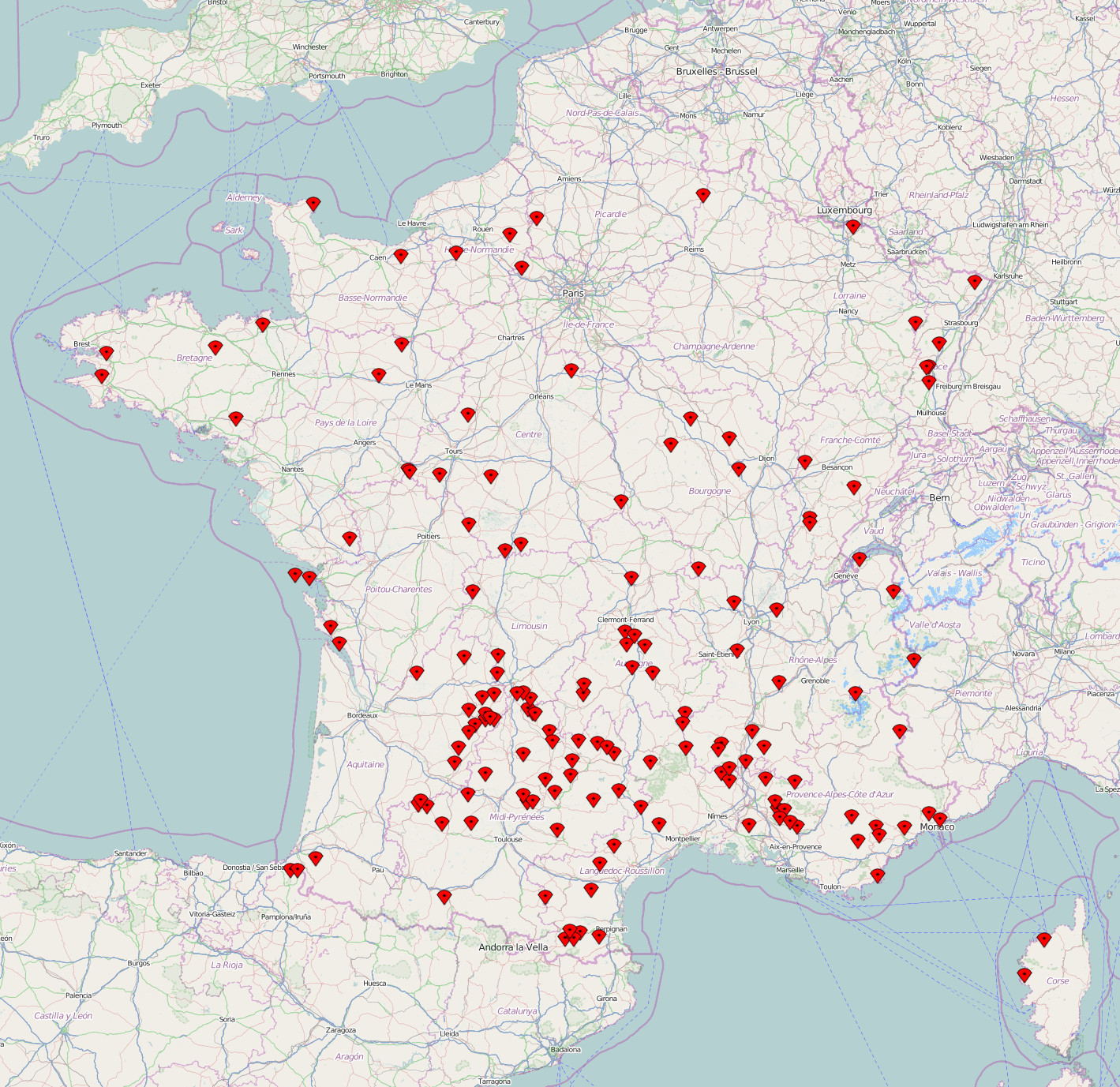
روستاهای عضو در سال ۲۰۱۴.

انجمن از شهرداران متقاضی می‌خواهد تا یک فرم درخواست برای روستا یا دهکده پر کنند. این مکان باید معیارهای زیر را داشته باشد:
1. وجهه روستایی داشته باشد.
2. جمعیت آن کمتر از ۲۰۰۰ نفر باشد
3. حداقل دو جاذبه فرهنگی ملی و منطقه حفاظت شده داشته باشد.

شهرداری باید علاقه واقعی خود را نشان دهد و شورای محلی باید درخواست را بررسی کند.
بعد از بازگشت درخواست به انجمن، درخواست برای بررسی به کارشناسان تحویل داده می‌شود. کارشناسها پرونده سوابق روستا شامل تصاویر، اسناد و شکل ظاهری محل مورد نظر را تشکیل می‌دهند (معماری، شهرسازی، برخورد اهالی برای استقبال از گردشگران و کیفیت محیط زیست). سپس پرونده به یک کمیسیون تحویل می‌شود. کمیسیون تصمیم می‌گیرد که آیا روستا شرایط عضویت را دارد یا نه. در صورت موافقت شهرداری باید منشور کیفیت را امضا کند.
دهیاری باید هزینه‌های درخواست و حق عضویت انجمن را به صورت سالانه پرداخت کند (در سال ۲۰۱۵ این هزینه ۳ یورو به ازای هر ساکن بوده‌است). عضویت روستاها هر شش سال یکبار مجدد مورد بازبینی قرار می‌گیرد.

## نگارخانه

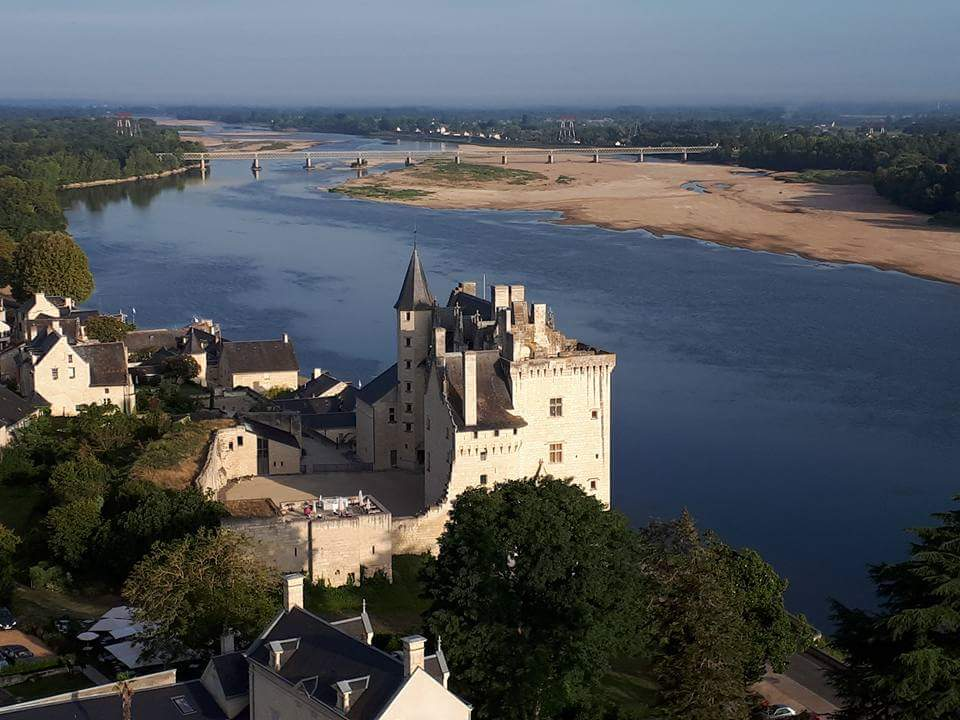
مونسورو
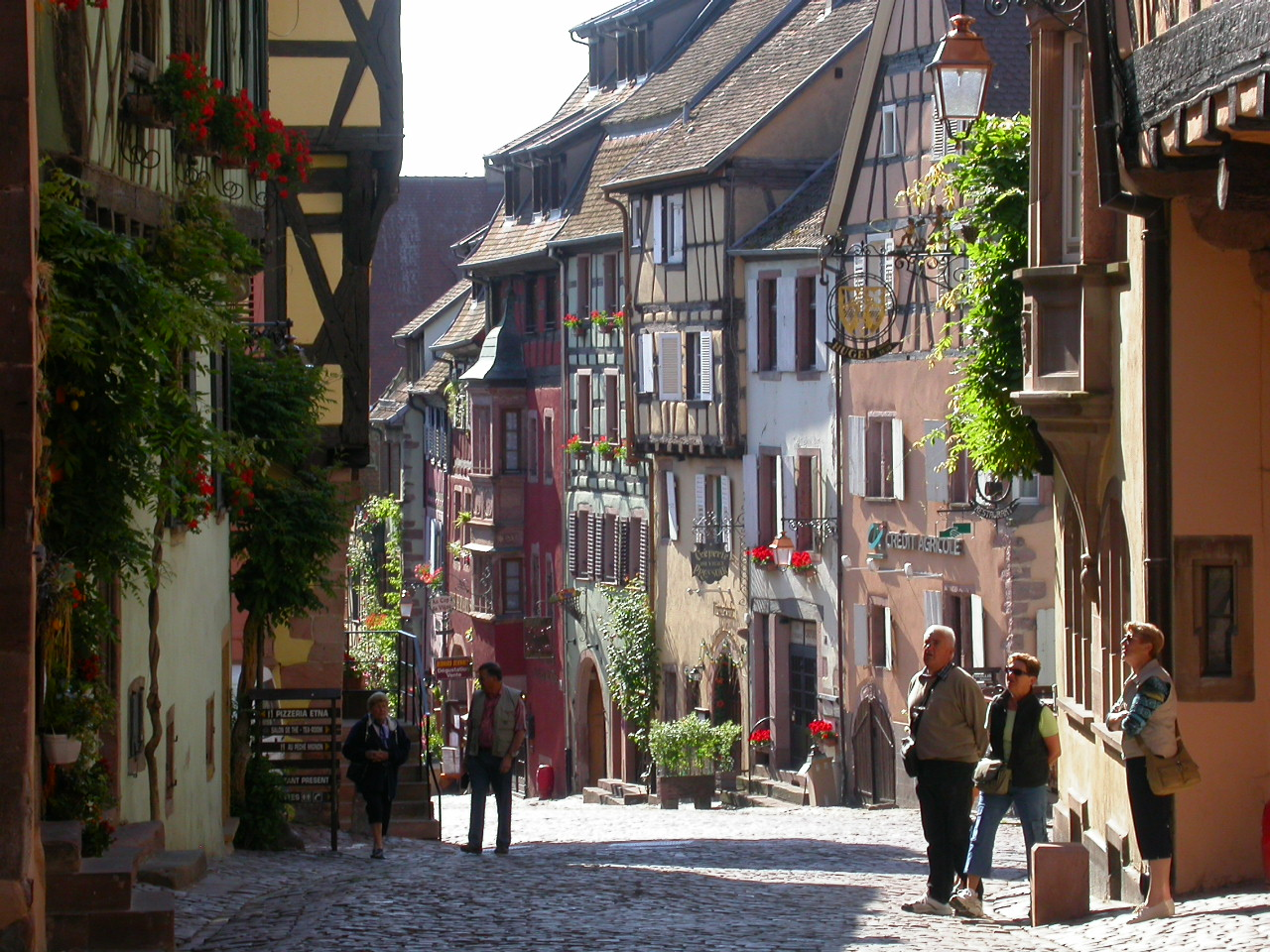
ریکویر در آلزاس
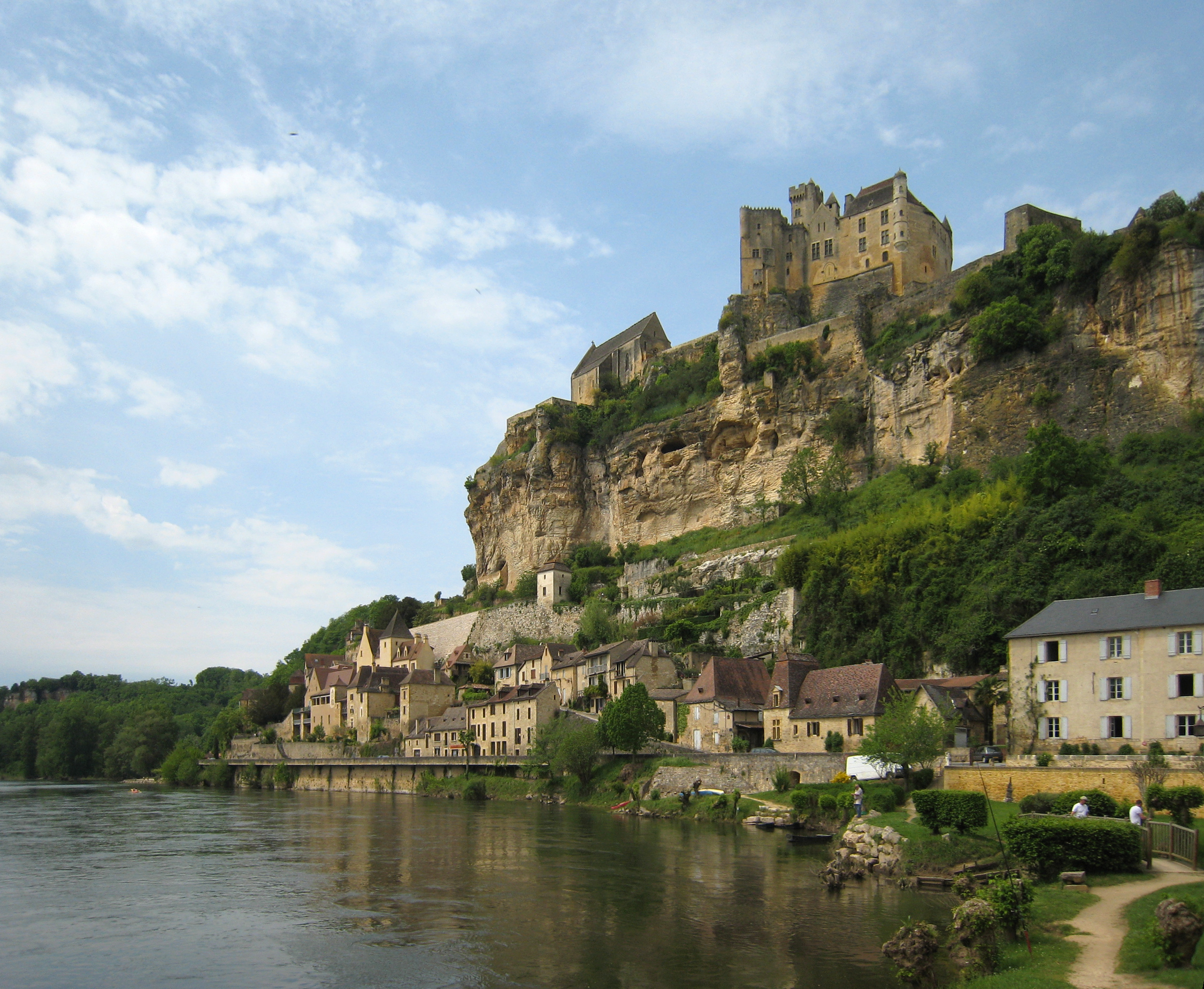
بیونس کازناس
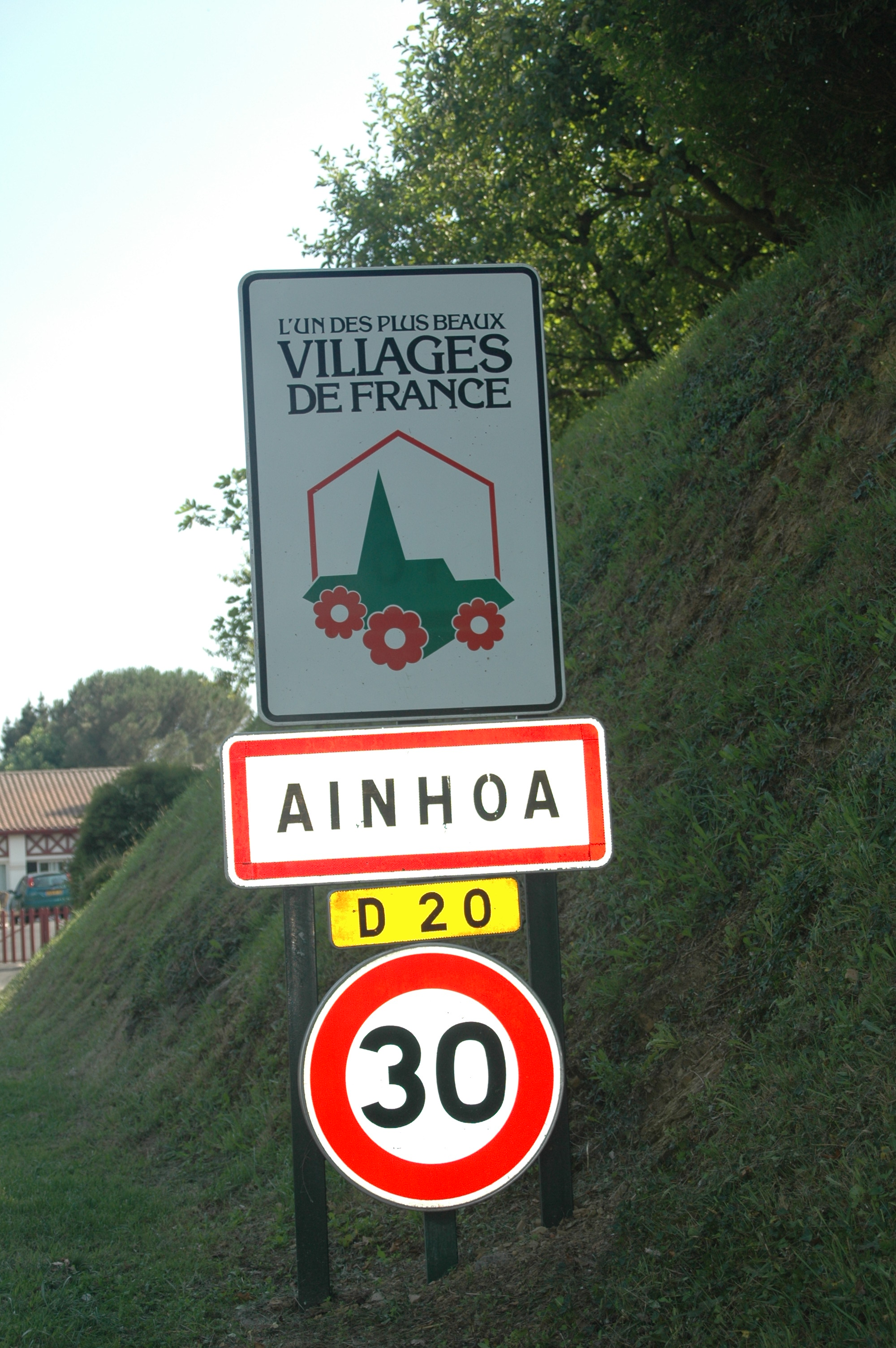
علامت عضویت در ورودی آینووا
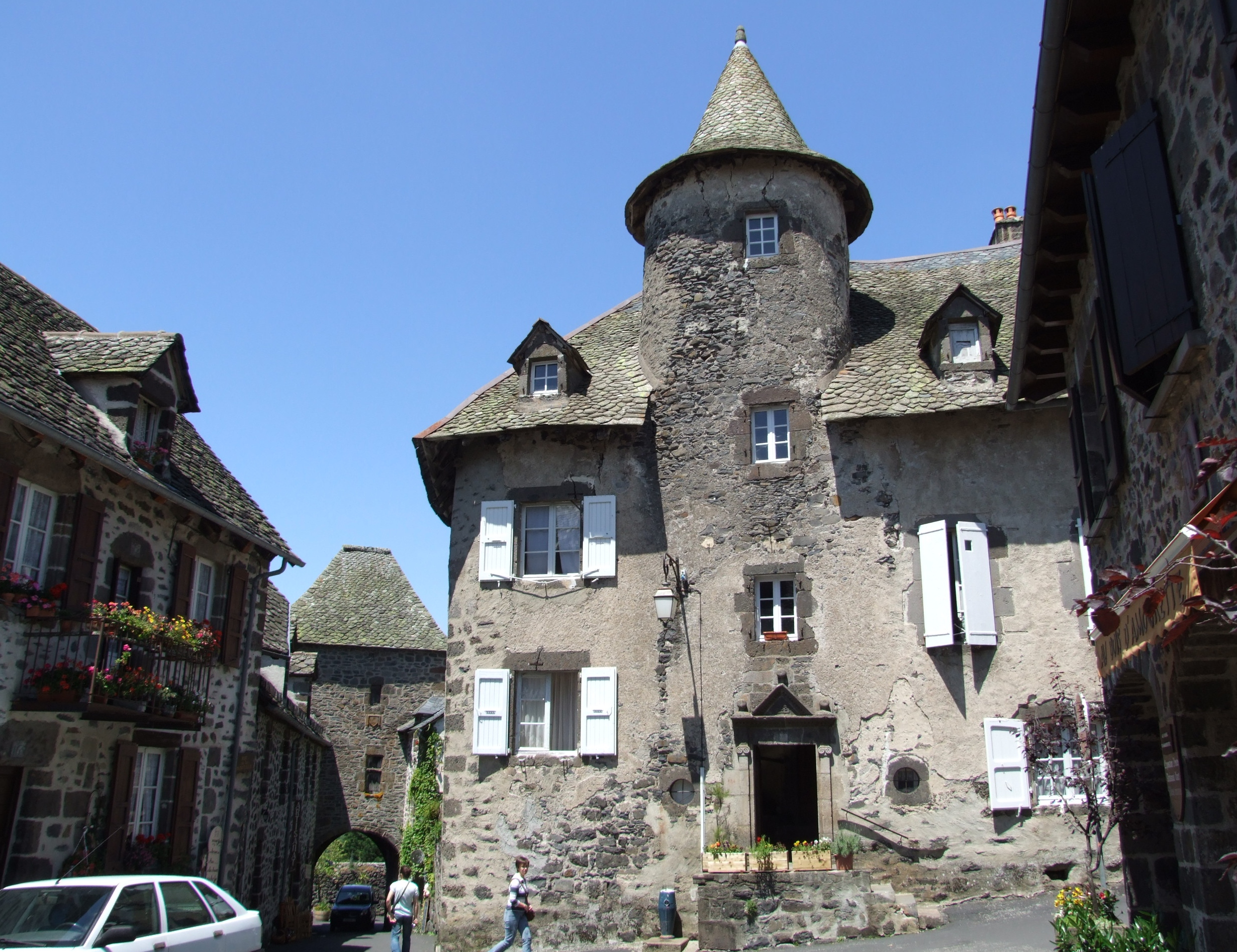
سلرز در اوورنی
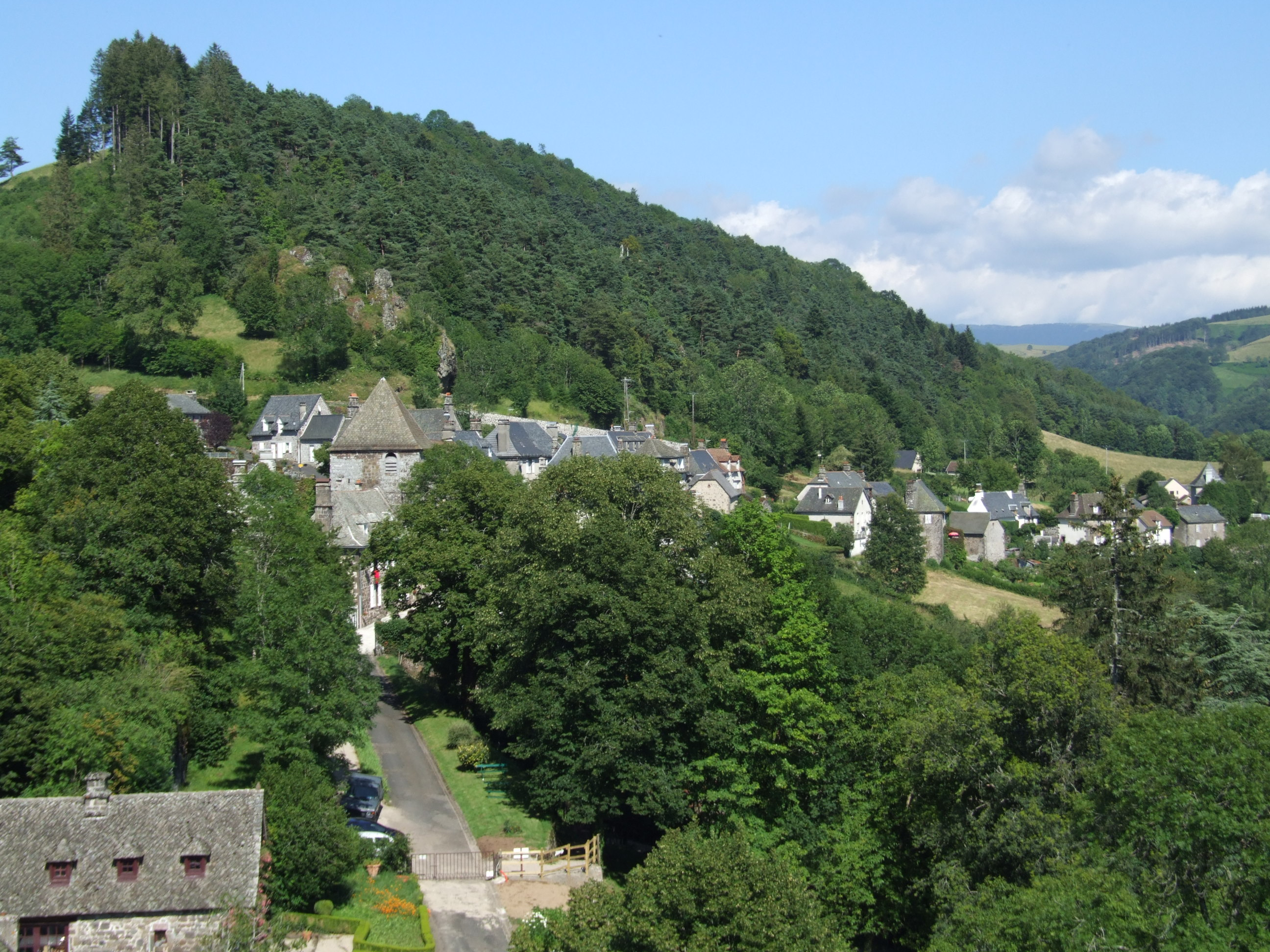
تورنیمیر، کانتال
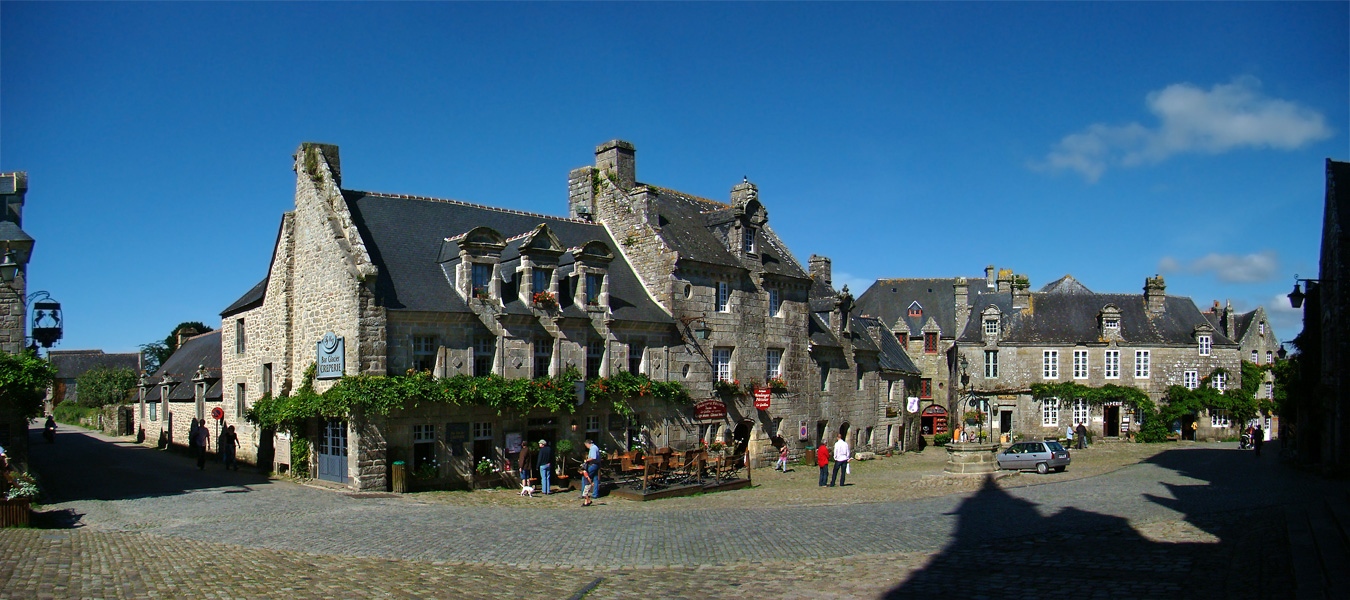
فینیستر در لوکرونان
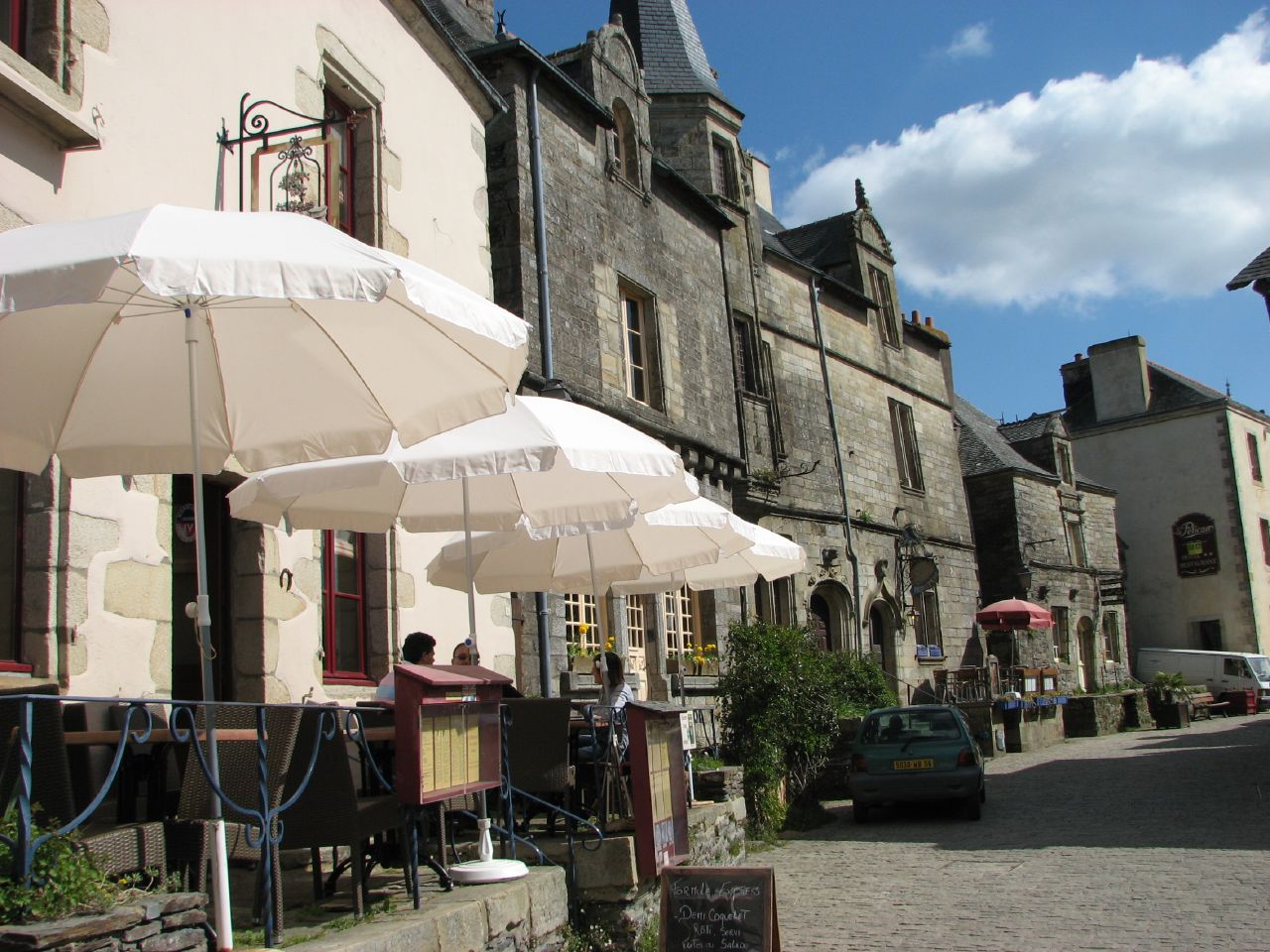
روشفور-آن-تر
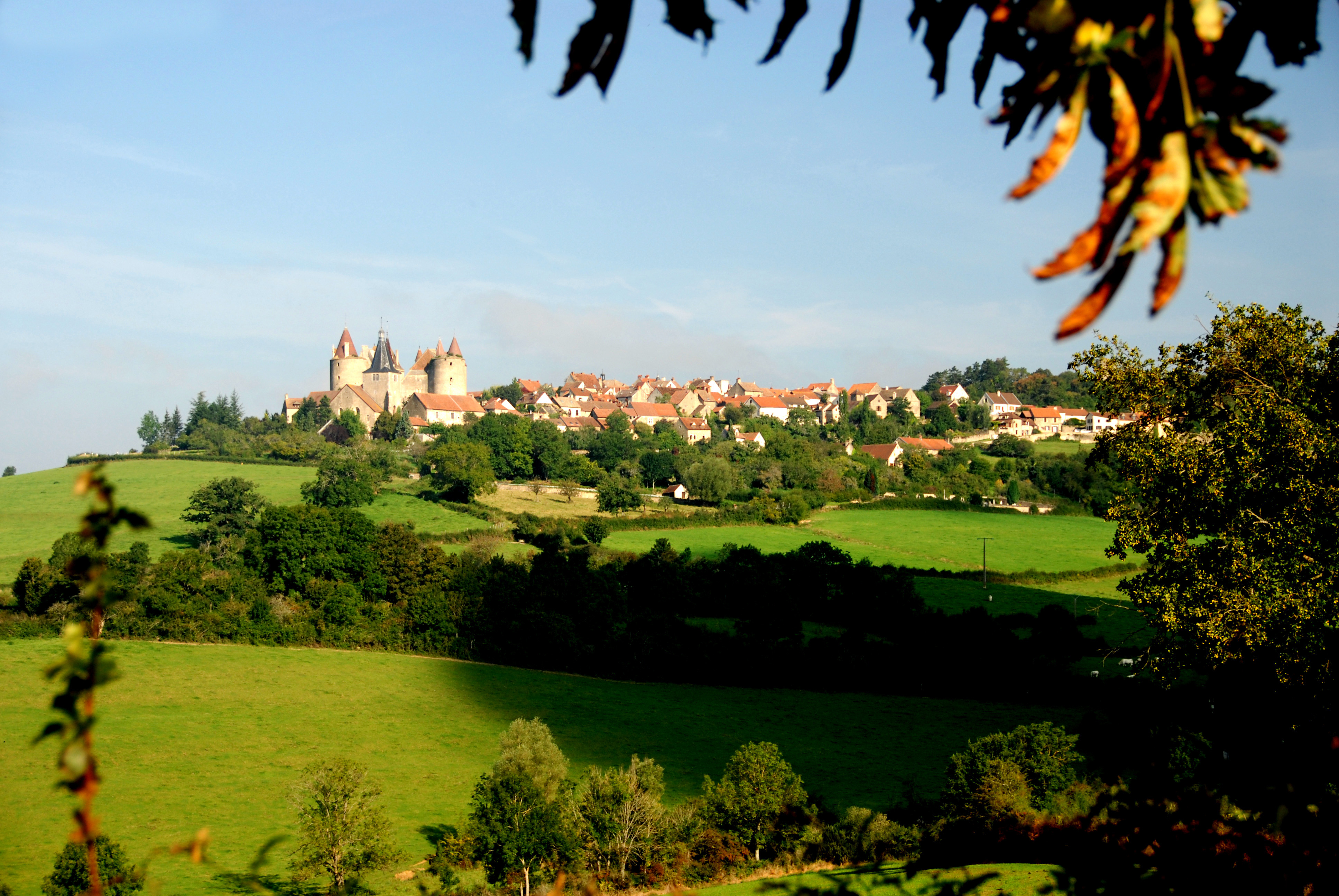
شاتونوف کٌت دُر
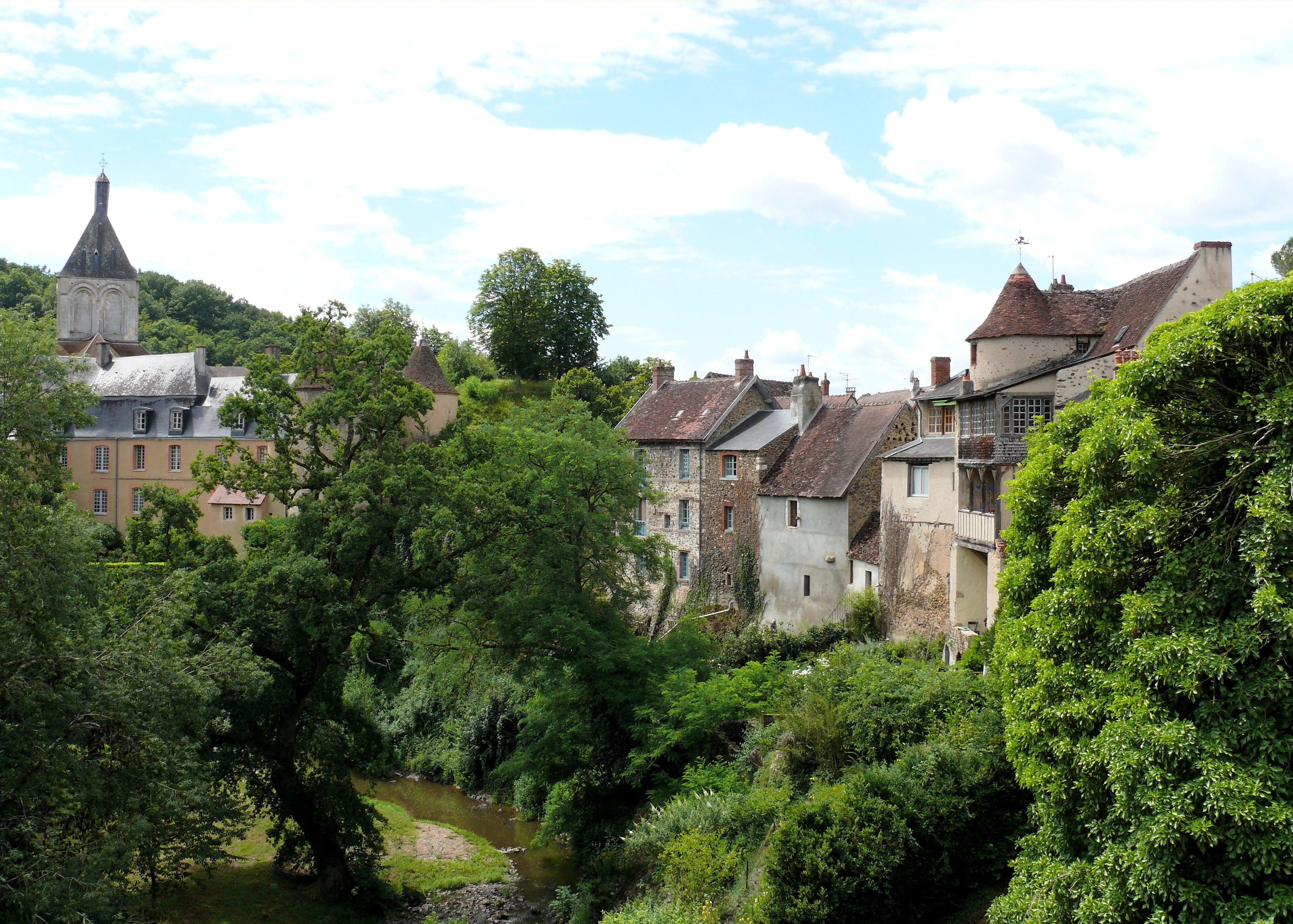
گارژیلس- دمپیر در بری.
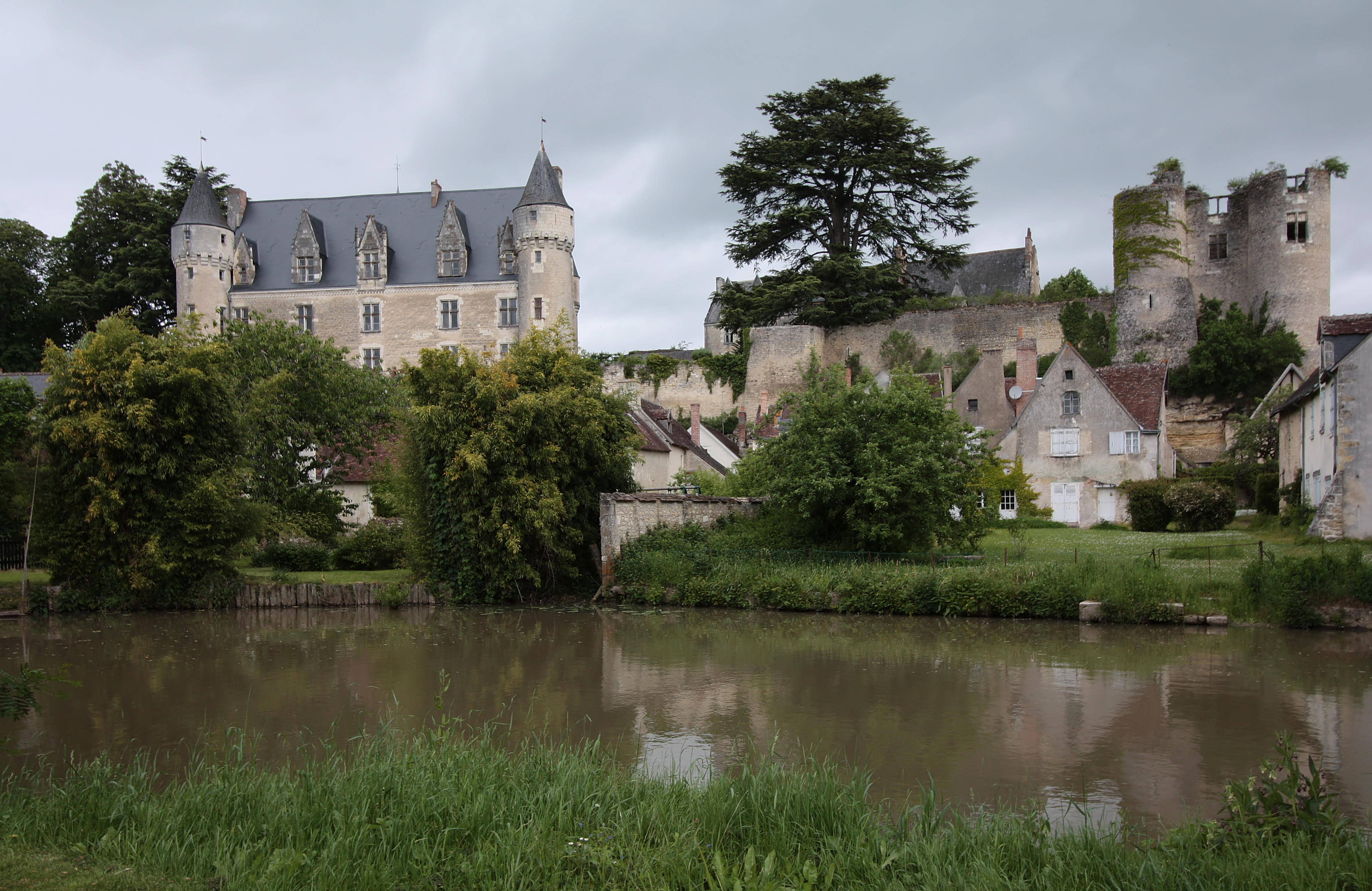
مونترزور
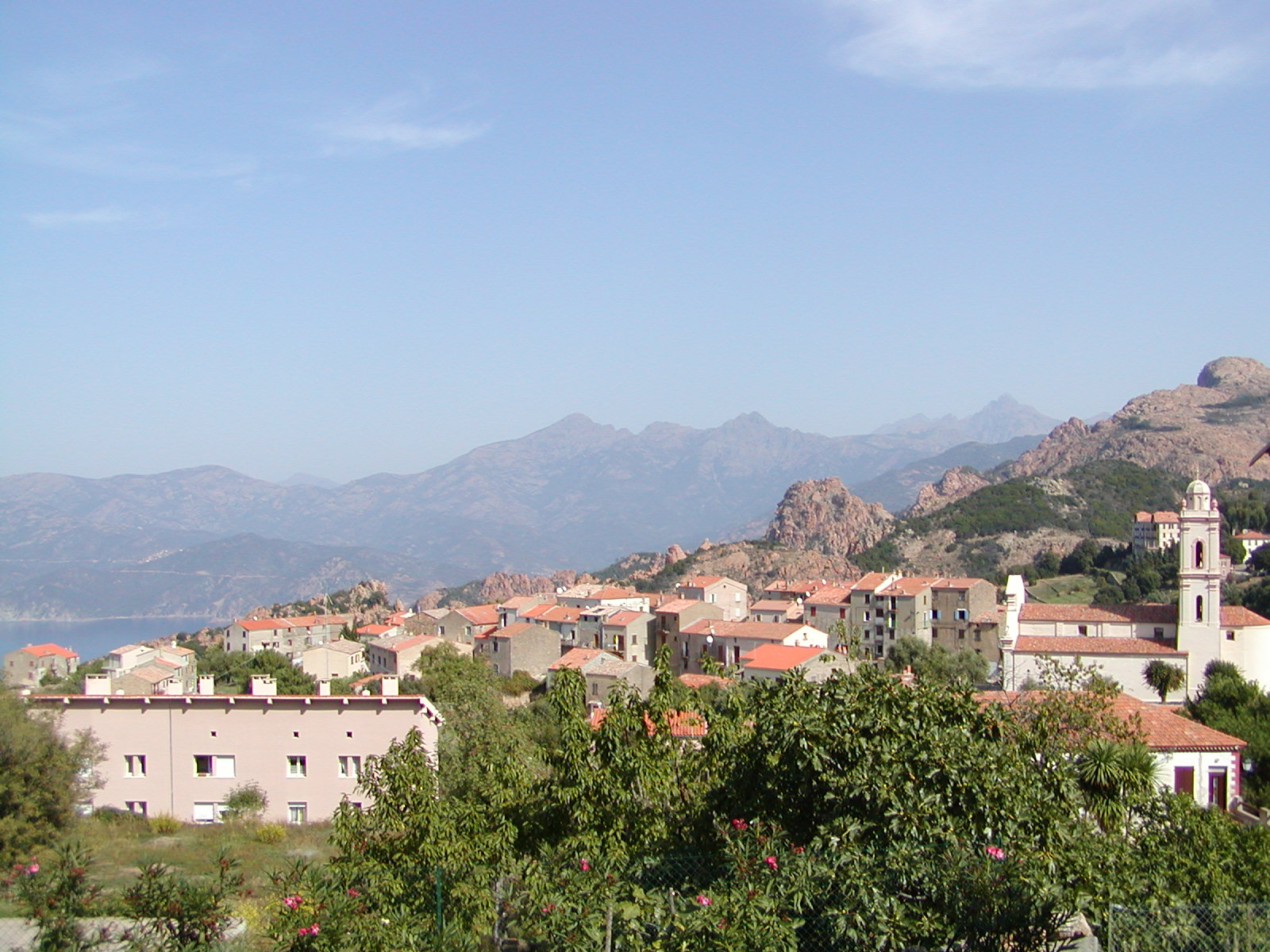
پیانا در کرسیکا
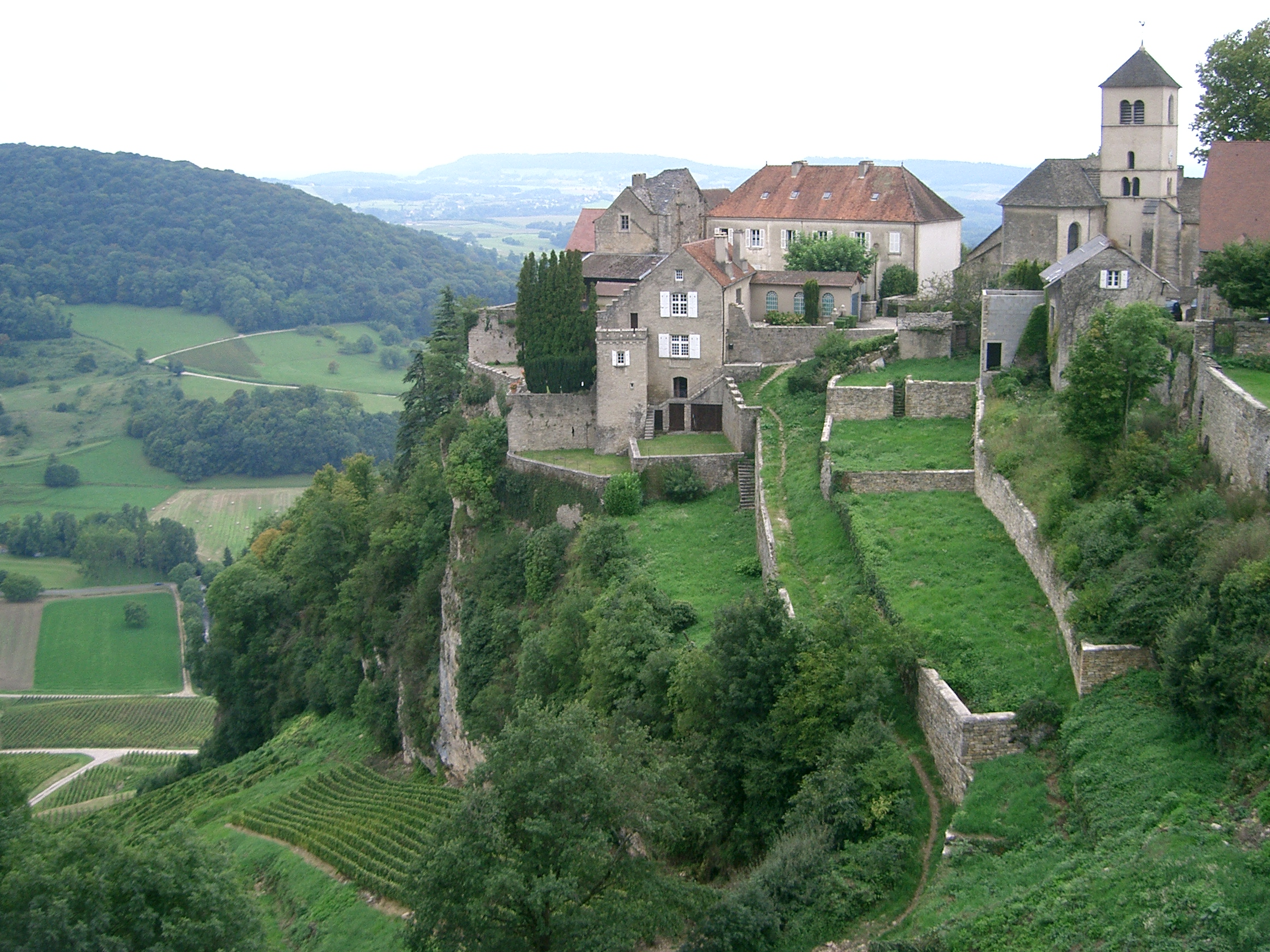
شاتو-شالون در فرانش-کُنته.
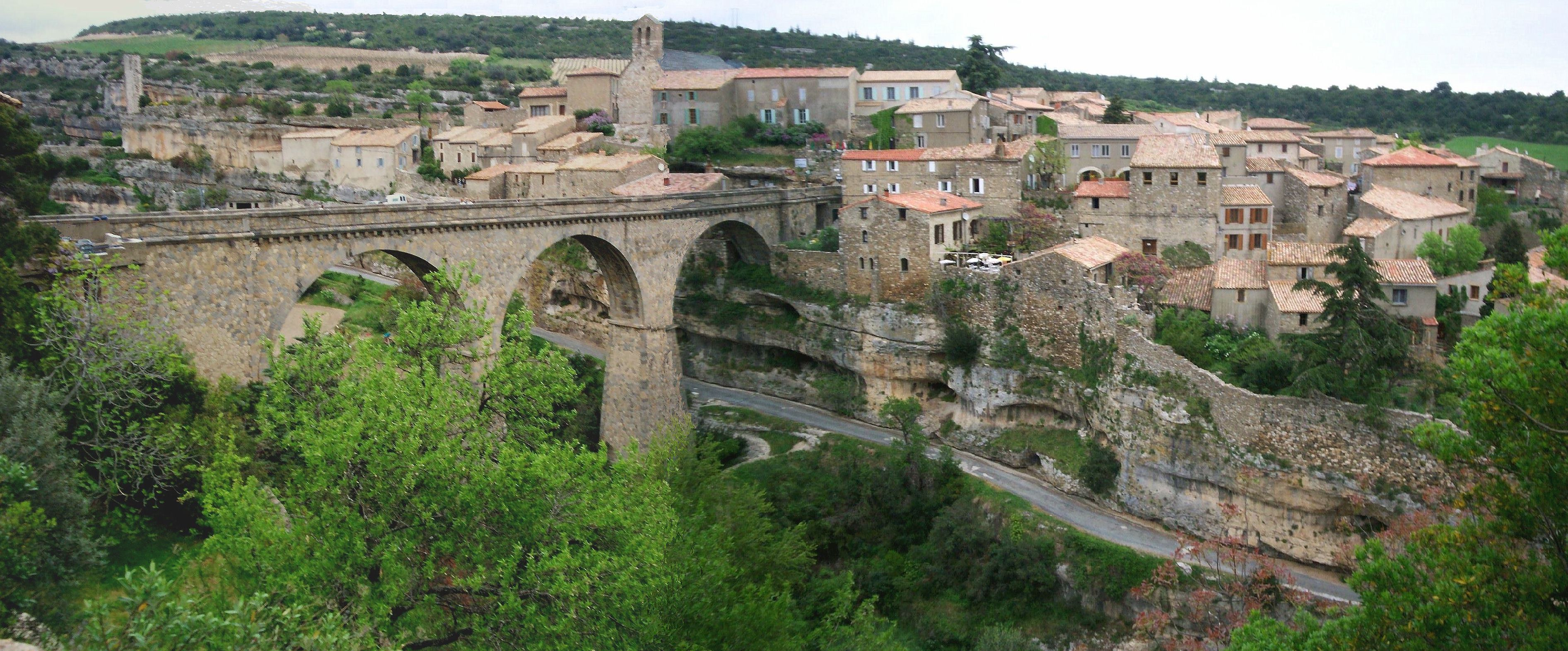
مینِرو
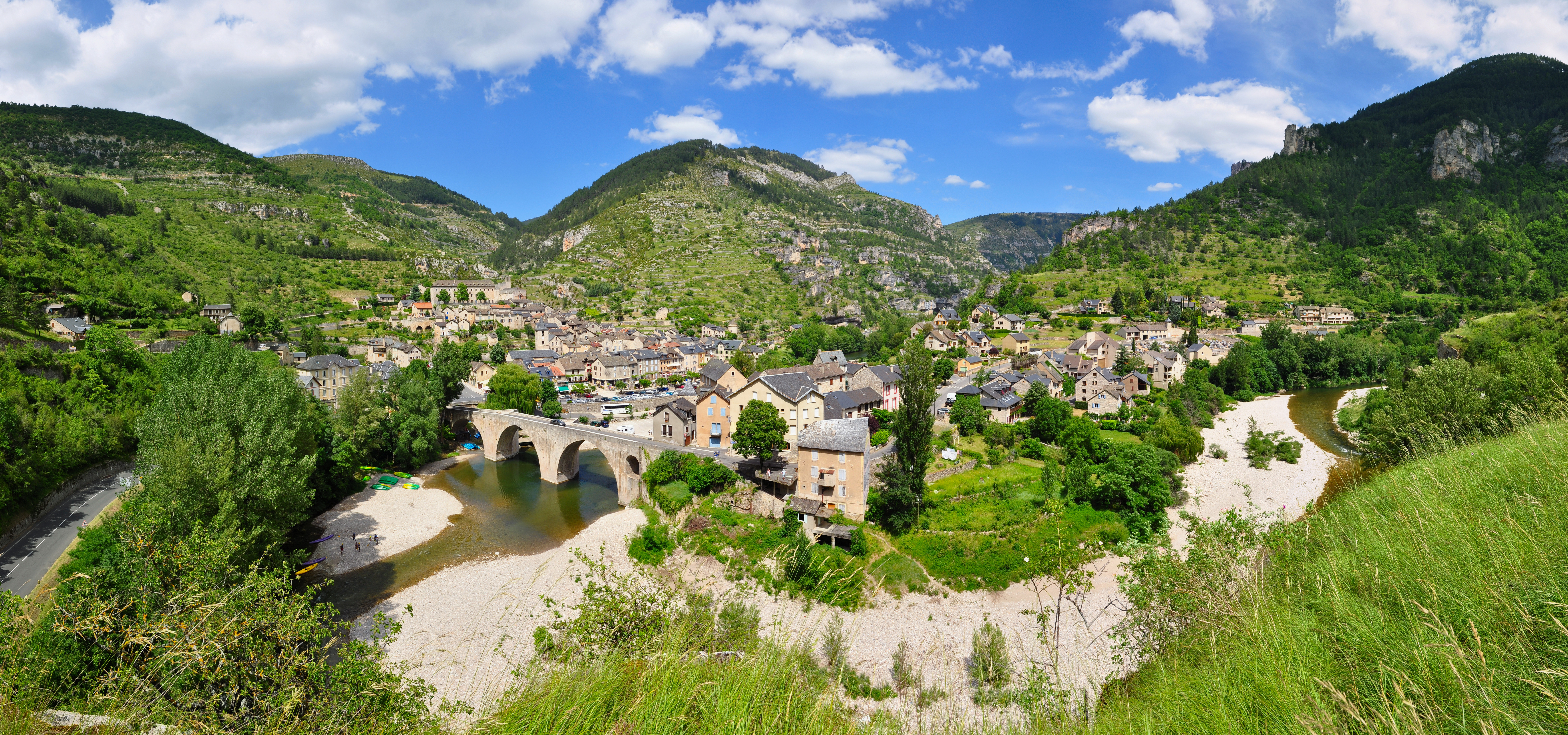
سَنت-اِنیمی
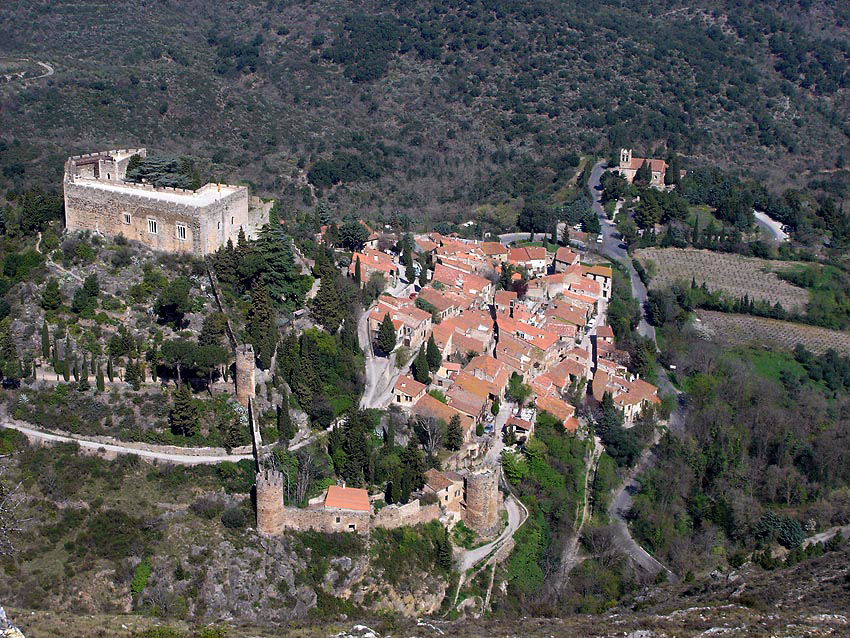
قلعه‌ای در روسیون
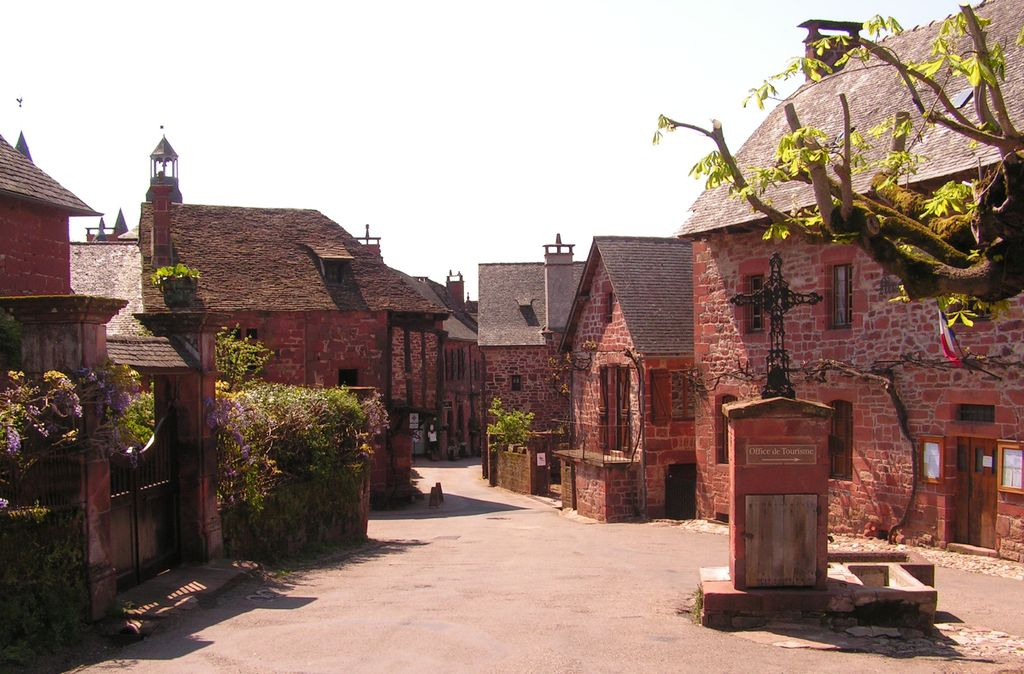
روستای قرمز درکولونژ-لا-روژ
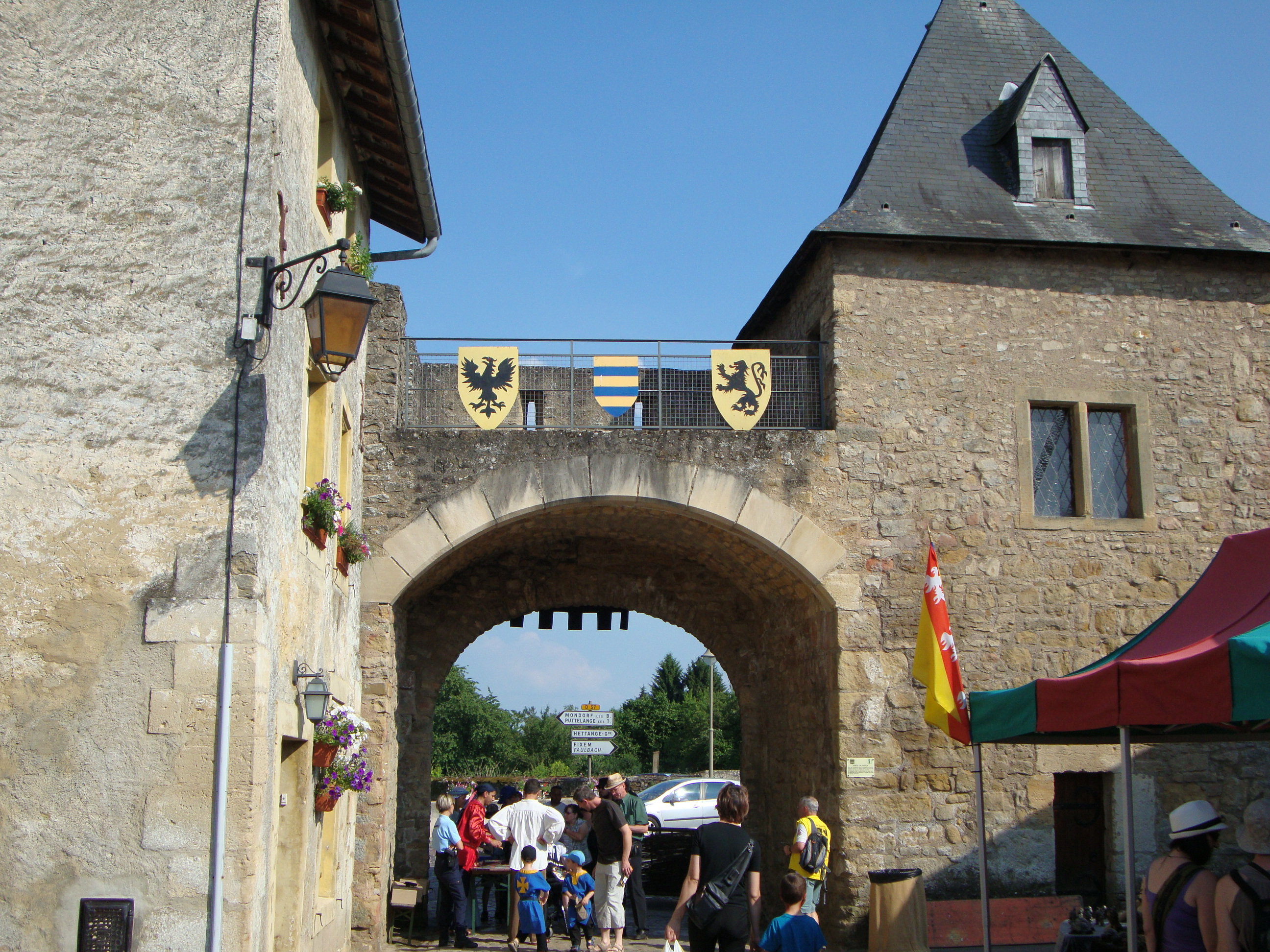
دروازه قرون وسطی رودماک
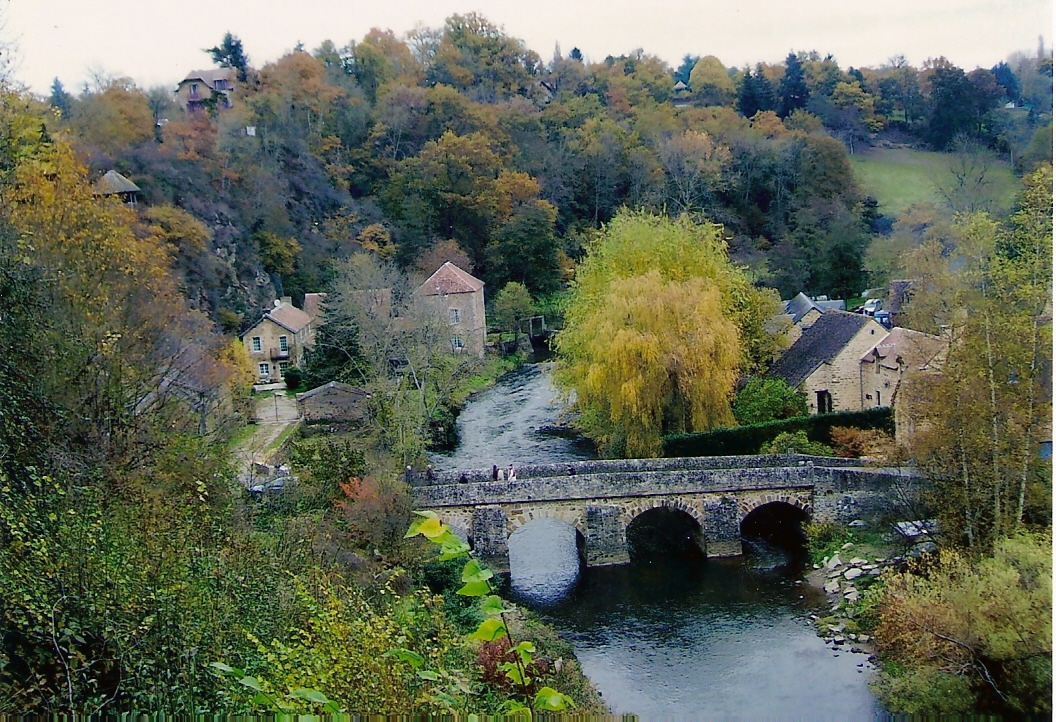
سن-سنری-ل-گری
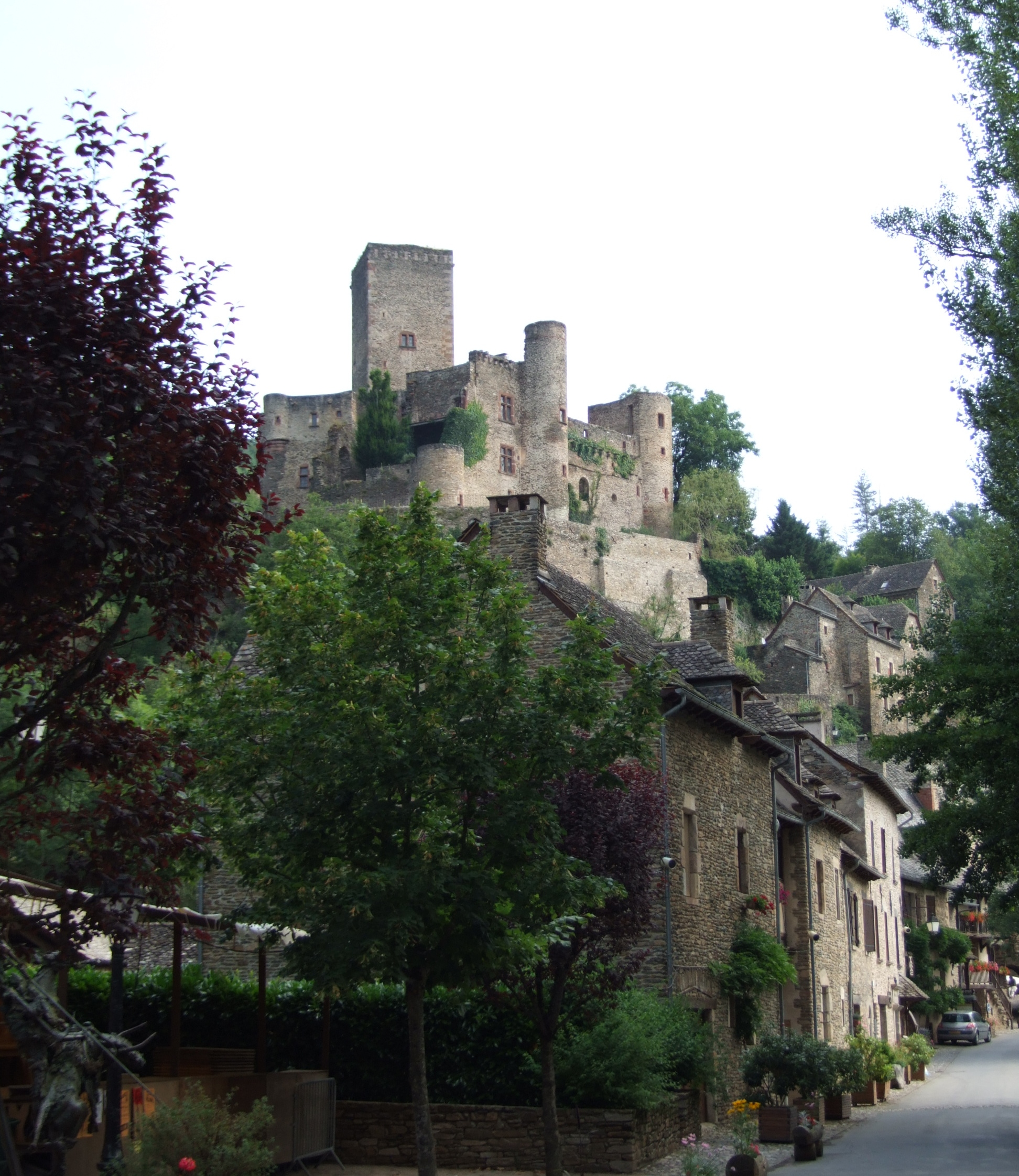
بلکستل
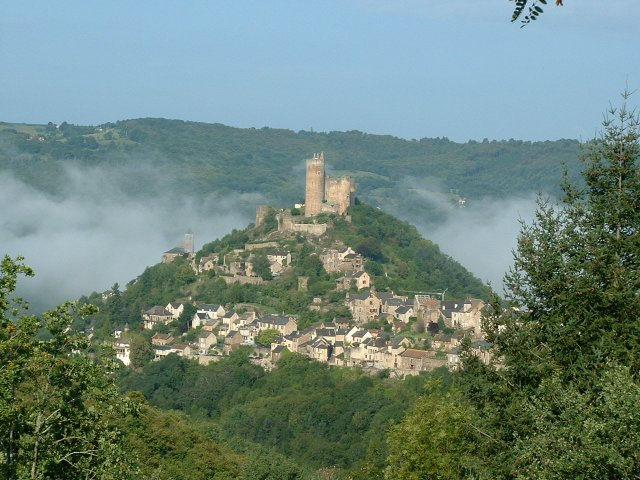
نازاک
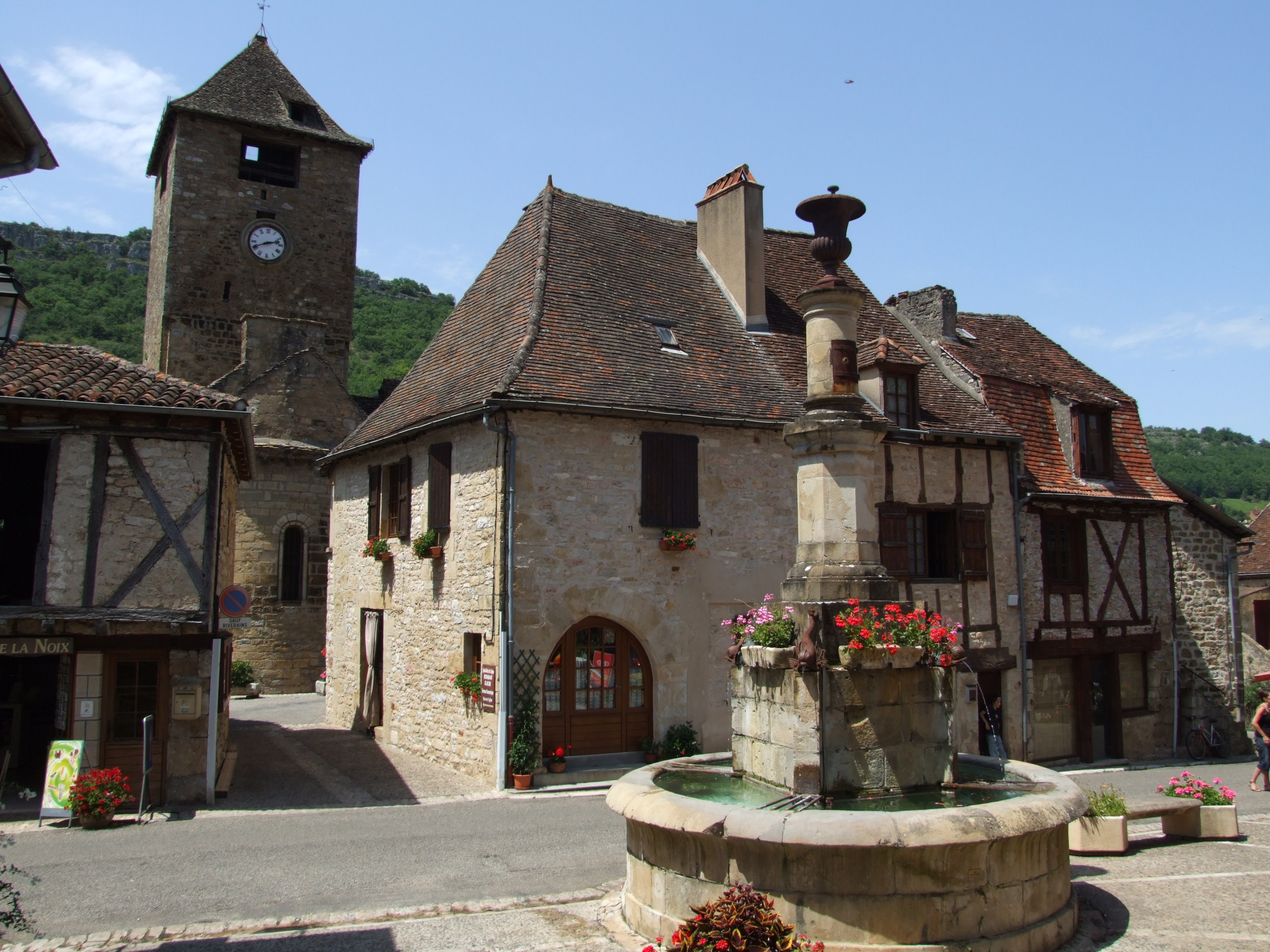
اوتوآر
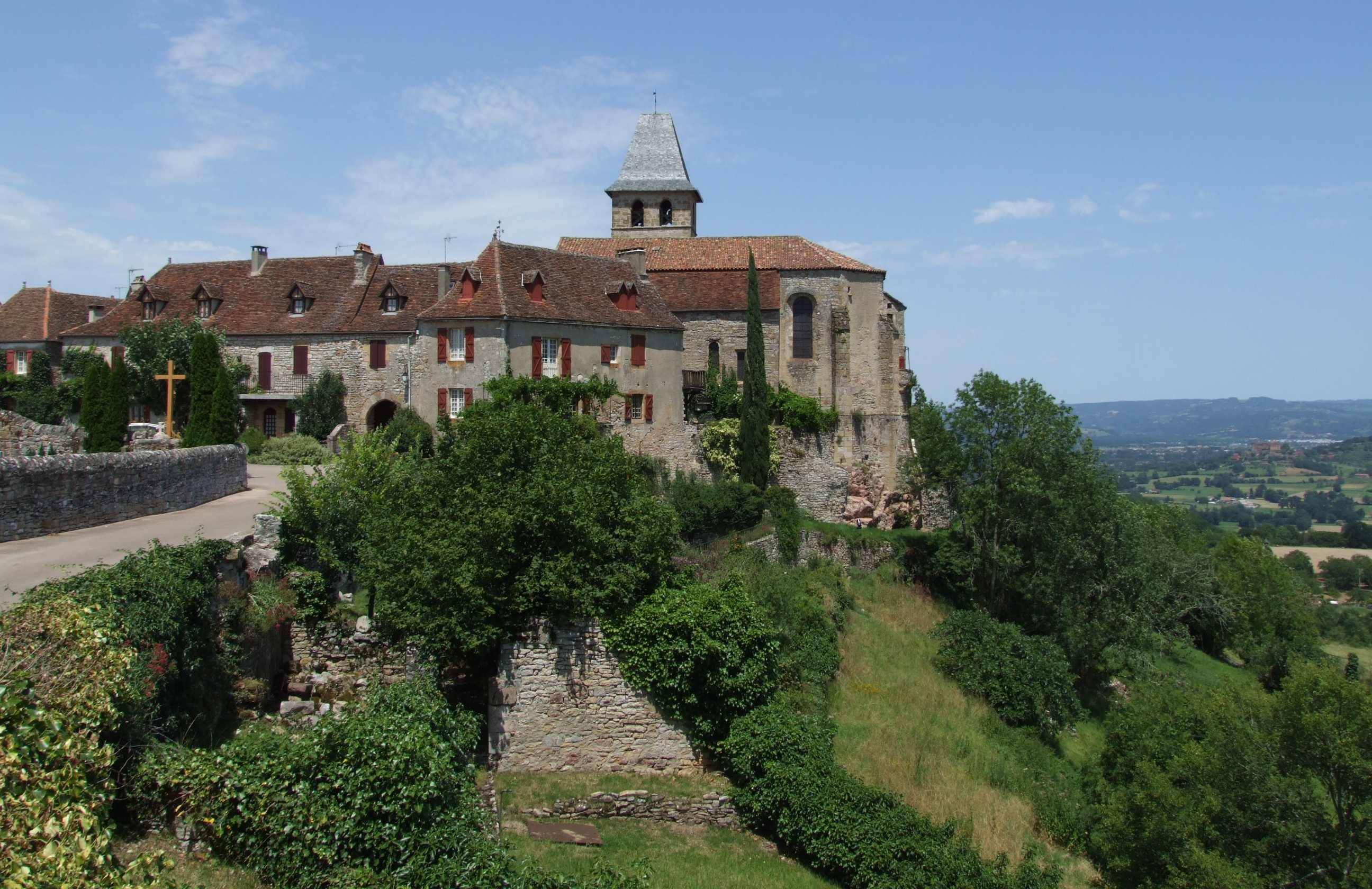
لوبرساک
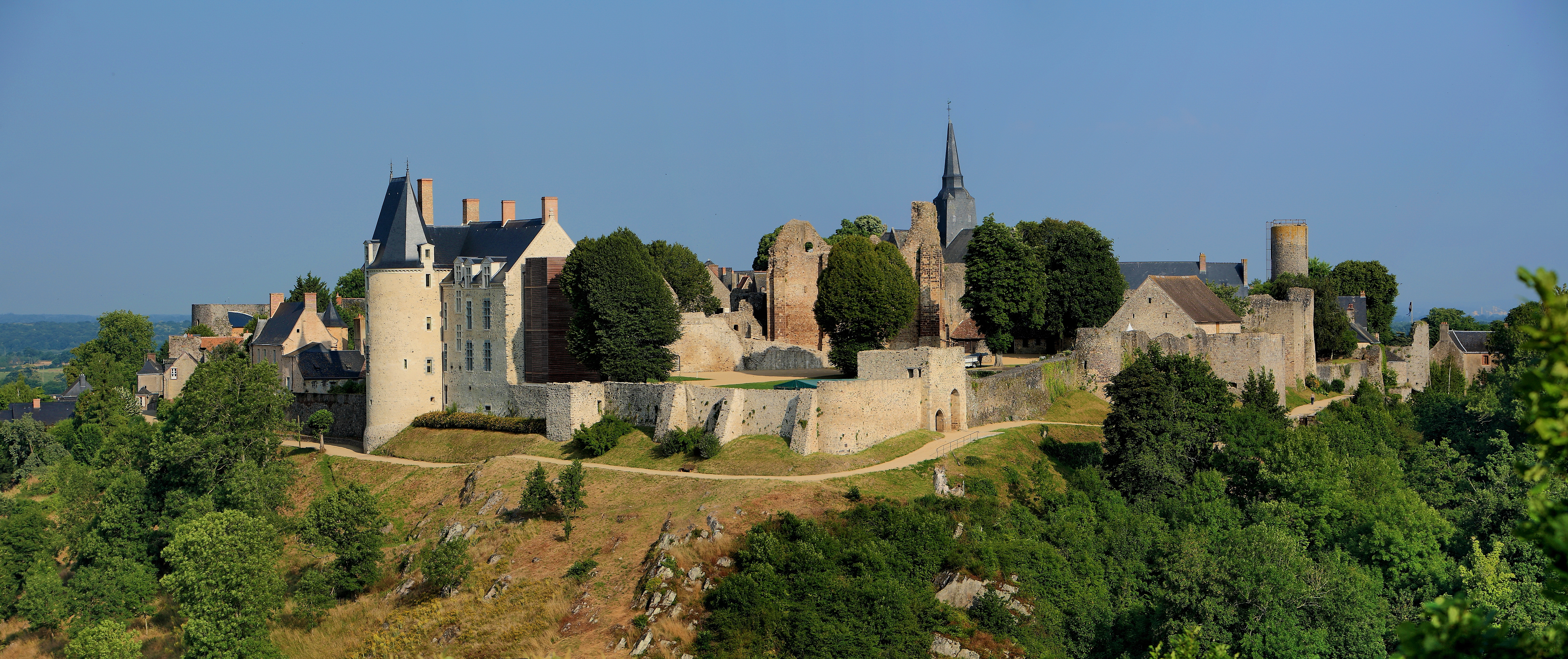
سنت-لوزان، ماین
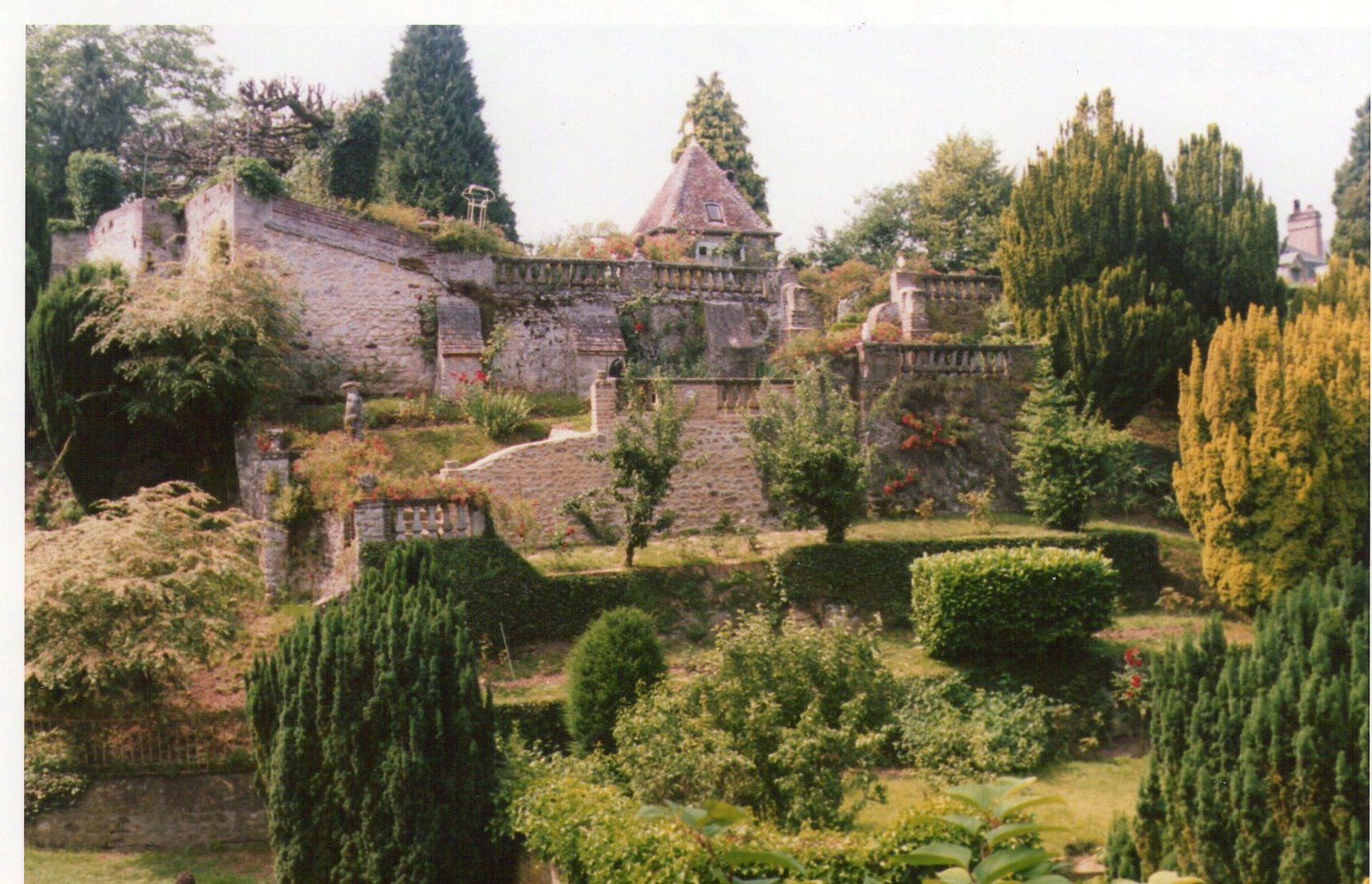
ژِربِروا
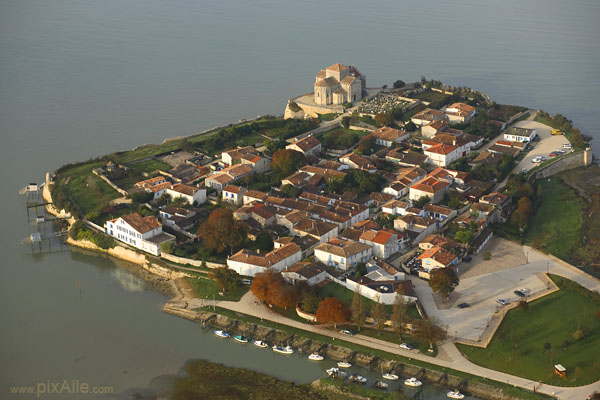
تلموند-سو-ژیروند
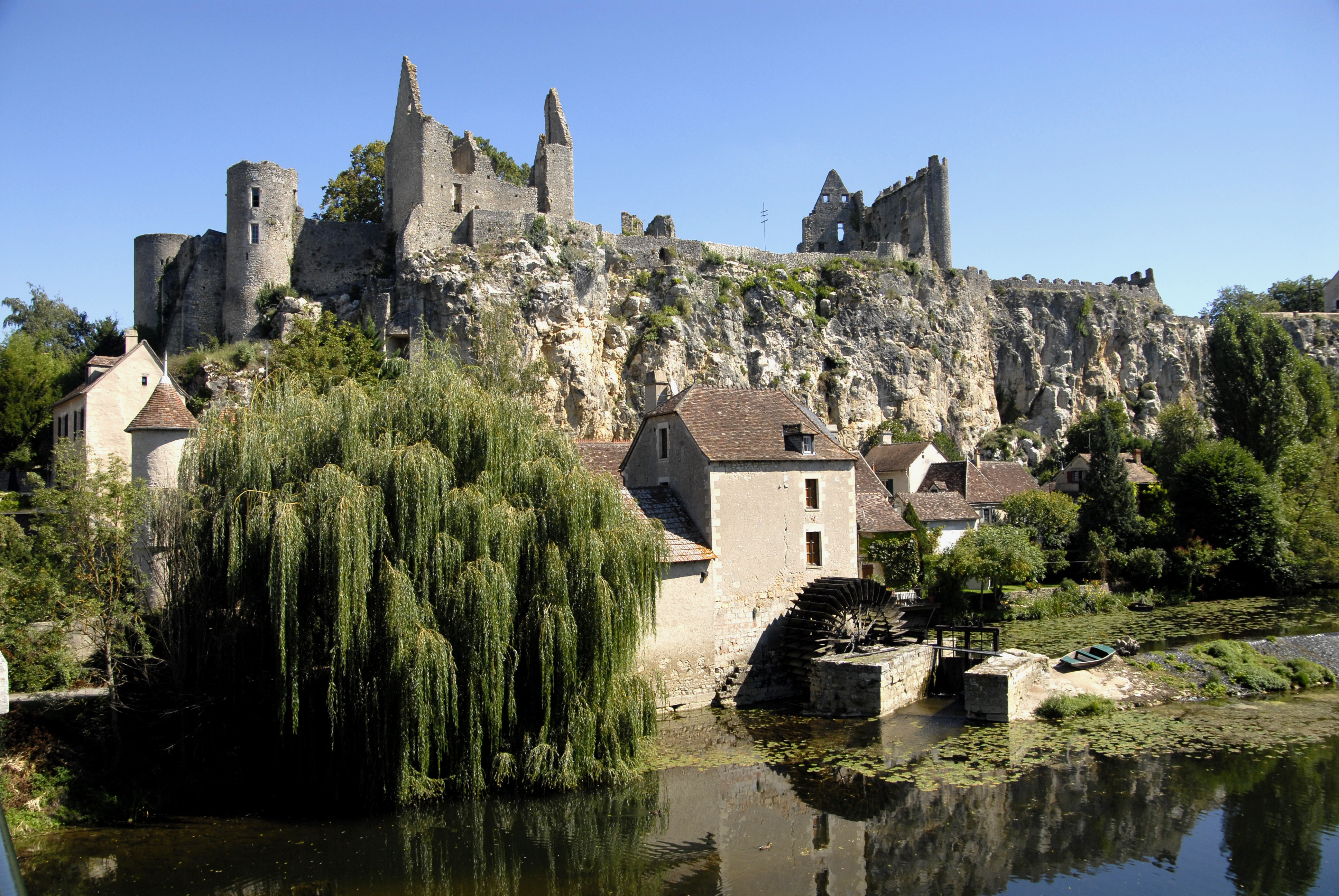
آنگل-سو-لانگلن
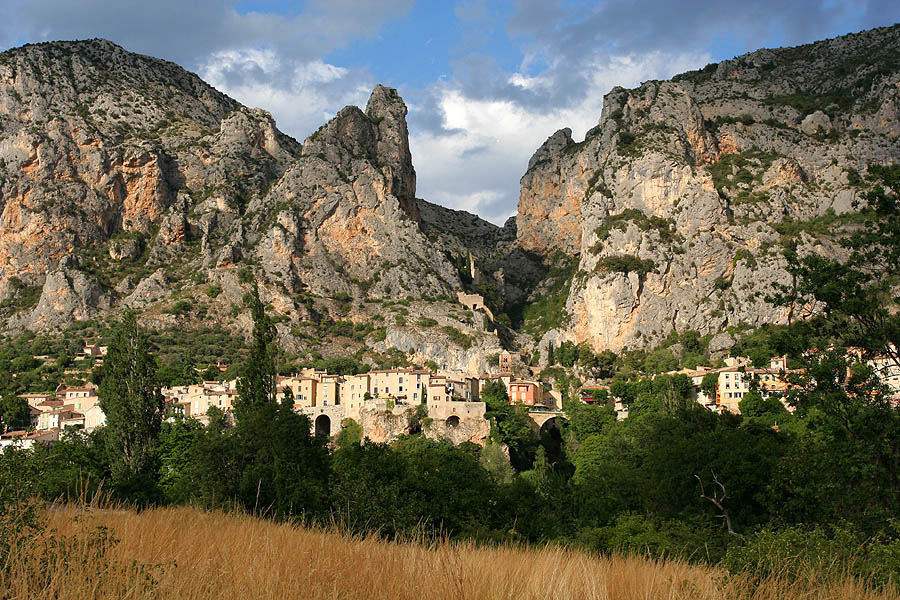
مونتیر-سنت-ماری
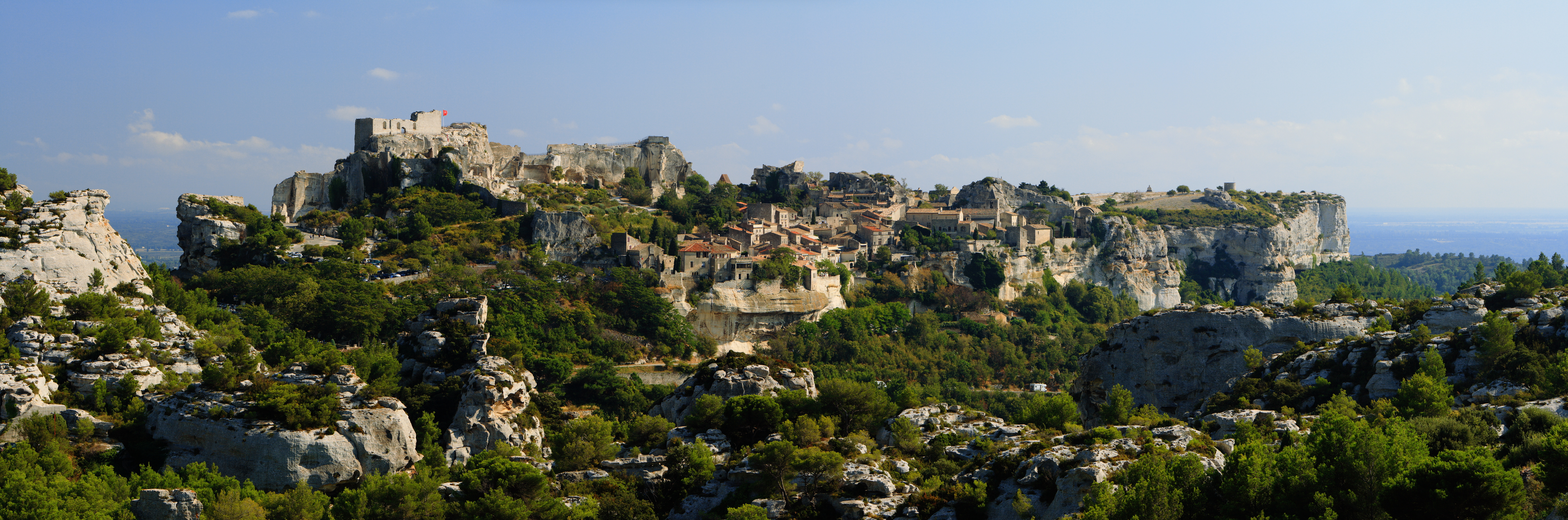
بو دو پروانس
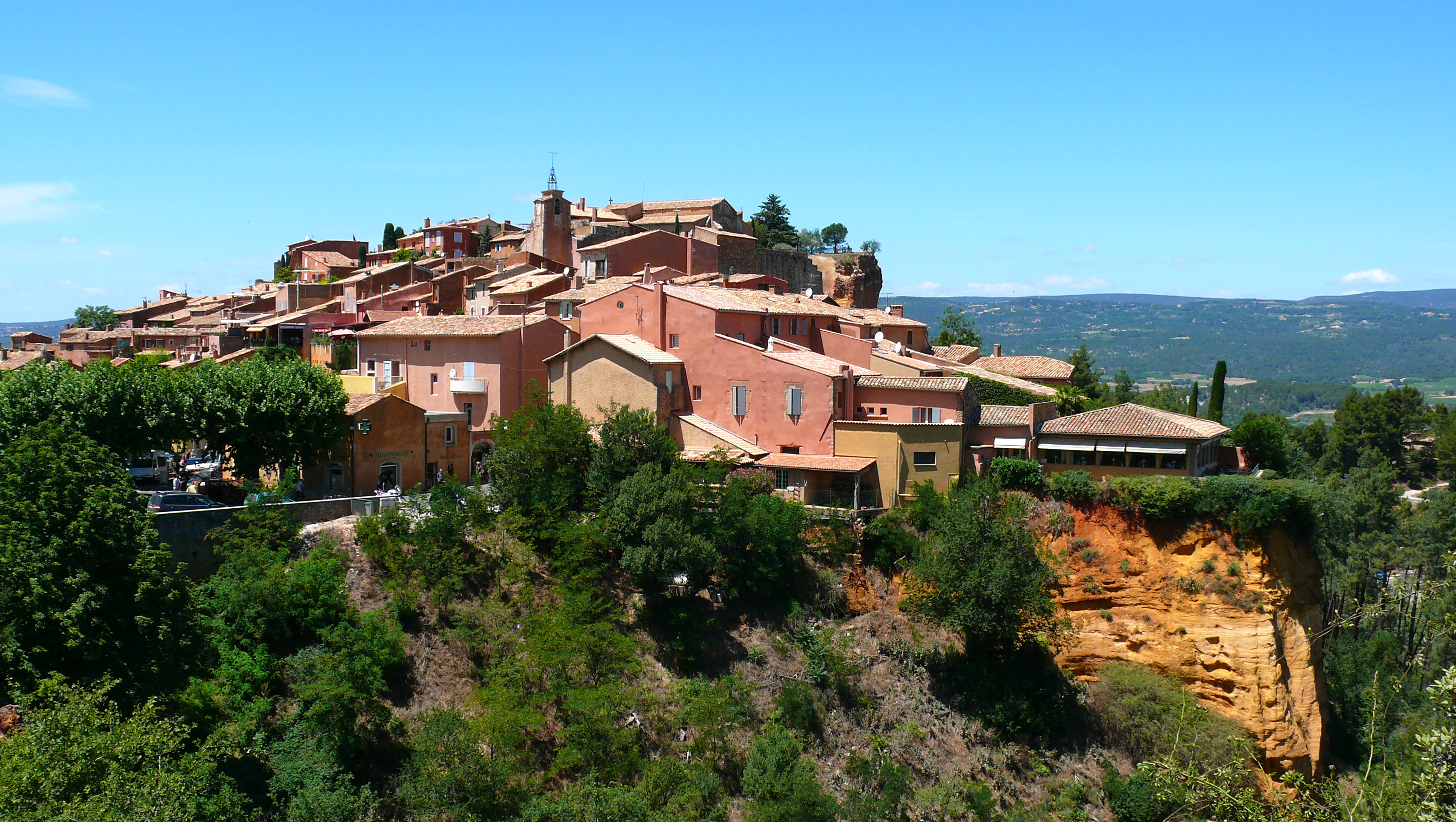
روسیون
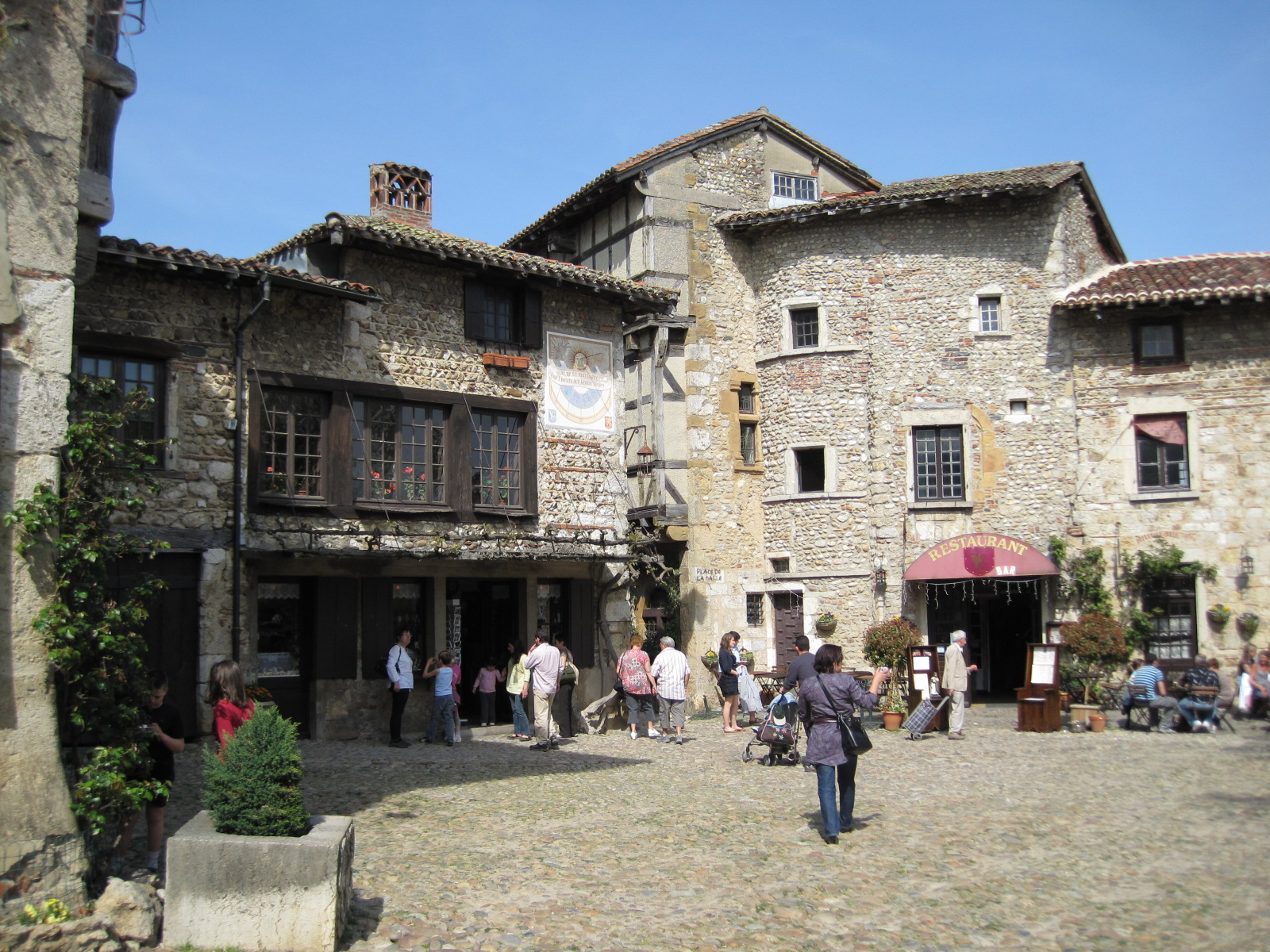
پروژ
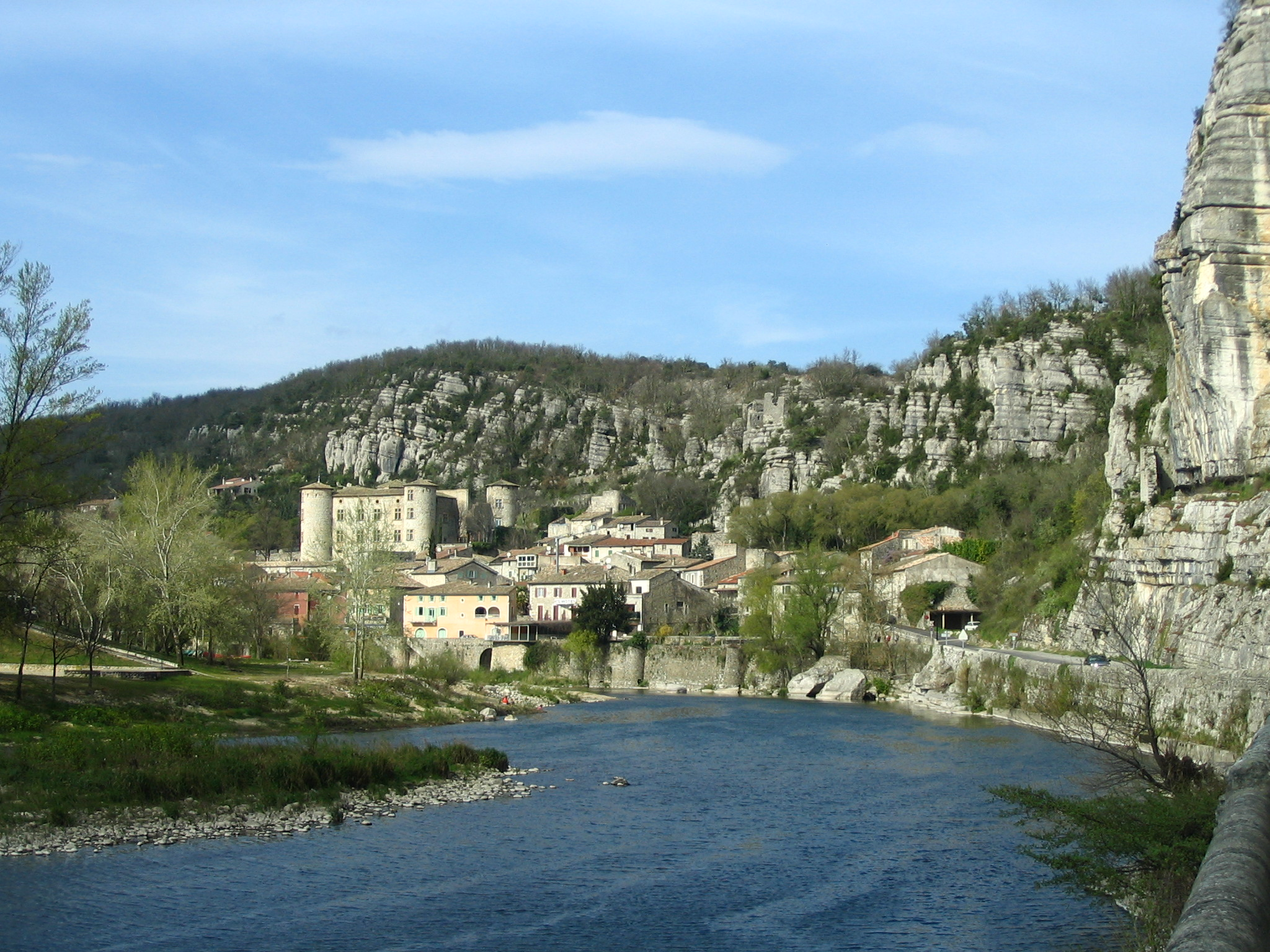
وُگ و رودخانه آردش
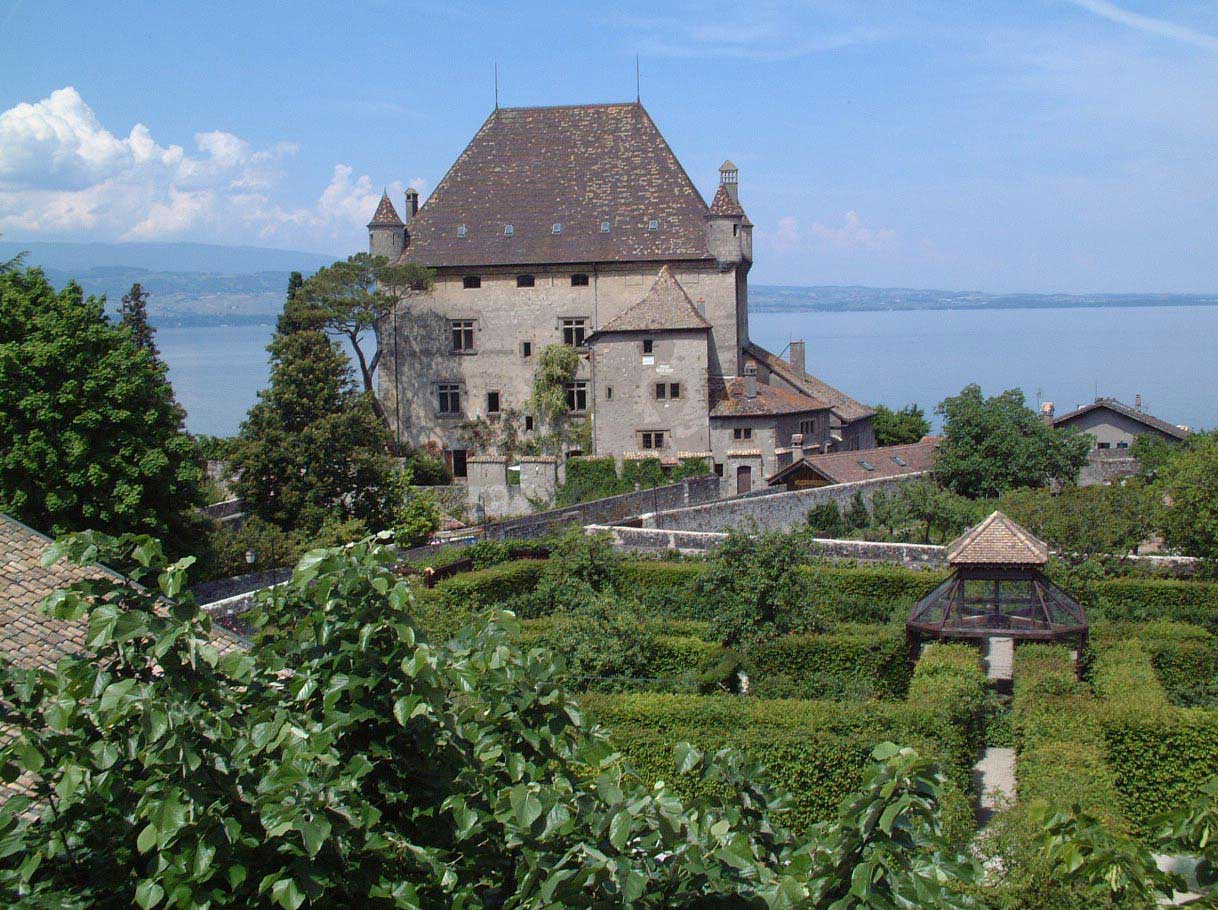
یوو و دریاچه لمان
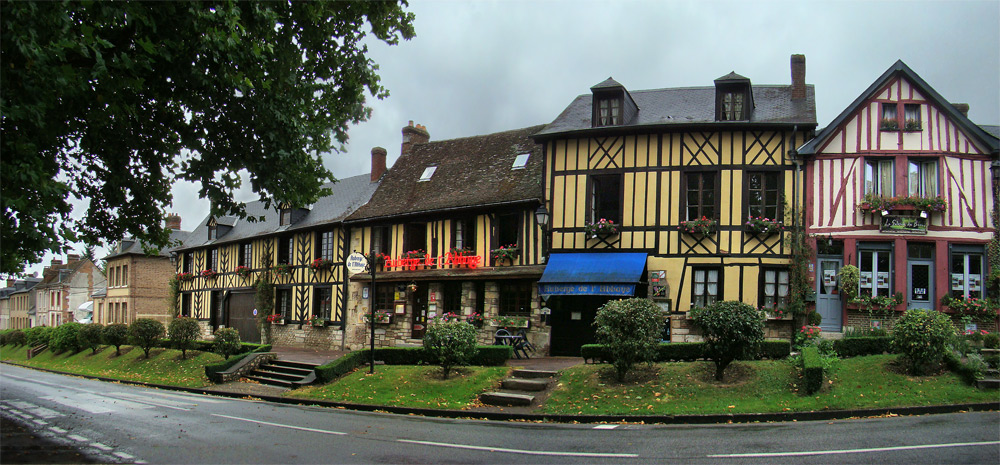
ل-بک-اولین